# Chiesa e monastero di San Pietro
La chiesa e il monastero di San Pietro, che hanno dato il nome all'omonimo borgo della città di Vicenza, fino al 1810 costituivano la sede principale e gestionale dell'abbazia di San Pietro, il più antico e potente insediamento femminile benedettino del territorio vicentino. La chiesa è divenuta sede parrocchiale, mentre l'ex monastero è adibito a istituto di assistenza per anziani.

## Storia

### Origini
La fondazione della chiesa di San Pietro è sicuramente molto antica. In essa si sono trovati reperti (lacerti di sarcofago, parti di fondamenta) che vanno dal VII al IX secolo ma, nonostante nel tempo siano state date diverse interpretazioni, nessuno di essi può, per caratteristiche e per collocazione, indicare con precisione il periodo di costruzione della chiesa.
Si è ipotizzato anche che il nome del titolare, cioè San Pietro, potesse indicare il momento dell'opposizione da parte della Chiesa cattolica romana all'occupazione dei longobardi ariani, oppure il periodo della loro conversione al cattolicesimo, ma anche queste sono supposizioni.
Accettando l'interpretazione data da Domenico Bortolan, che si basa su di un'iscrizione conservata nella chiesa di fianco all'altare della Madonna Addolorata, lo storico vicentino Giovanni Mantese afferma che la fondazione del monastero potrebbe risalire all'anno 827, il che non esclude che la chiesa possa essere stata già esistente.
Tenuto conto di ciò che si conosce delle chiese campestri del primo millennio - come quelle di San Michele a Caldogno, di Santa Maria in Favrega e di San Zeno a Costabissara, di San Martino vicino a Ponte del Marchese e di San Giorgio in Gogna a Vicenza - si può ipotizzare che la chiesetta primitiva fosse un piccolo edificio a pianta rettangolare estremamente semplice e senza elementi architettonici di rilievo, con abside unica.

### Medioevo
Questo primo monastero, probabilmente benedettino e maschile, ebbe una vita difficile; quasi sicuramente - come l'altro dei santi Felice e Fortunato - subì le scorrerie degli Ungari alla fine del IX e agli inizi del X secolo, forse fu distrutto. In ogni caso stava per andare in rovina quando, nel 977, il privilegio del vescovo Rodolfo lo definiva "quasi annientato e deserto di ogni culto monastico e divino ufficio". Non servirono a molto un privilegio concesso dal vescovo Astolfo nel 1033 e un diploma di protezione da parte dell'imperatore Enrico III nel 1055.
Vi sono opinioni diverse sul momento in cui esso divenne un monastero femminile. Secondo il Mantese lo era già nella prima metà dell'XI secolo, secondo altri lo divenne qualche decennio dopo.
Così come era avvenuto per i benedettini di San Felice, anche al monastero di San Pietro i vescovi assegnarono in feudo una notevole quantità di possedimenti, estesi su tutto il territorio vicentino. Tra gli altri la vasta Selva Mugla, nella zona ora compresa tra gli abitati di Vivaro, Polegge e Cavazzale; la maggior parte del territorio a est della città, da Settecà a Casale, da Lerino a Grantorto e Rampazzo e fino a Grumolo, poi detto "delle Abbadesse".
Probabilmente nel corso dell'XI secolo - ma il periodo non è certo, data la scarsità dei reperti giunti fino a oggi, sostanzialmente i muri perimetrali e quelli della facciata - al posto della precedente venne costruita una seconda, più ampia, chiesa. Tenuto conto dell'epoca di costruzione, deve essere stato un edificio in stile romanico, con una navata centrale più alta e dotata di finestre che facevano entrare molta luce all'interno della chiesa, due navate laterali più basse e la facciata a tre salienti.
Dal monastero dipendevano anche altre chiese, come quelle di San Vitale e di Sant'Andrea, anch'esse all'interno del borgo San Pietro, e la chiesetta di San Pietro in Monte alla sommità del percorso dove, in seguito, furono costruite le Scalette di Monte Berico, chiesetta che nel 1280 fu ceduta alla Compagnia dei Cavalieri Gaudenti.
Già dopo il 1000, però, questo immenso patrimonio venne messo in pericolo dai signori rurali e dai piccoli feudatari che tentavano di usurpare i fondi che, a loro volta, l'abate di San Felice e la badessa di San Pietro avevano loro concesso. Dato che ormai anche il vescovo di Vicenza aveva perso quasi tutto il proprio potere, questi ultimi si rivolsero all'imperatore germanico; così nel 1048 Enrico III firmava un privilegio in favore del monastero di San Pietro - la cui badessa si era ingraziata l'imperatrice per ottenere questo favore - e questo atto riuscì in seguito molto utile per la difesa del patrimonio del monastero.
Finita, con il concordato di Worms, la lunga lotta per le investiture, la tutela del monastero di San Pietro passò sotto l'egida del papa; Callisto II con un suo privilegio del 1123 lo prese sotto la protezione apostolica. Il vescovo di Vicenza Lotario promosse il restauro degli edifici e nel 1136 confermò alle benedettine di San Pietro tutti i privilegi emanati dai suoi predecessori.
Nel XIII secolo iniziò una generale decadenza dell'ordine benedettino, nonostante i tentativi fatti da papi e da vescovi vicentini per richiamare i monasteri al primitivo fervore, tentativi che però non ottennero buoni effetti. Nel 1254 papa Innocenzo IV incaricava l'allora vescovo di Vicenza Manfredo dei Pii e Bartolomeo da Breganze di visitare il monastero di San Pietro disciplinarmente decaduto e infetto di eresia, per operarvi una riforma. Una riforma che proprio non riuscì, tanto che nel 1291 papa Niccolò IV doveva chiedere al vescovo Pietro Saraceni di andare personalmente al monastero e di riformarlo e, se questo non fosse stato possibile, di trasferire le monache altrove.
In seguito il patrimonio si arricchì e si diversificò: nel Trecento, le monache possedevano anche delle officine per la lavorazione della lana e altre per la lavorazione del ferro lungo il Bacchiglione, una bottega per la lavorazione delle pelli in piazza Biade a Vicenza e una fornace a Camisano.
Il monastero comunque restò in vita, sempre titolare dei suoi numerosi possessi, ricevendo nel 1318 dal vescovo Sperandio e nel 1335 dal vescovo francescano Biagio da Leonessa la riconferma degli antichi privilegi concessi dai predecessori; in realtà questi privilegi erano più formali che reali, essendo stato il patrimonio del monastero ampiamente eroso e le badesse continuamente coinvolte in vertenze giuridiche. Fiore de' Porcastri, proveniente da nobile famiglia vicentina, fu la più grande badessa di San Pietro nel XIV secolo. Sotto la signoria scaligera, i beni della chiesa furono ulteriormente depredati, ma il monastero di San Pietro riuscì a farsi rinnovare, dapprima nel 1375 da papa Gregorio XI e poco dopo da papa Urbano VI, il diretto patrocinio della Santa Sede; alla fine del secolo, comunque, vivevano nel monastero solo 5 monache, di cui due straniere.

### Età moderna

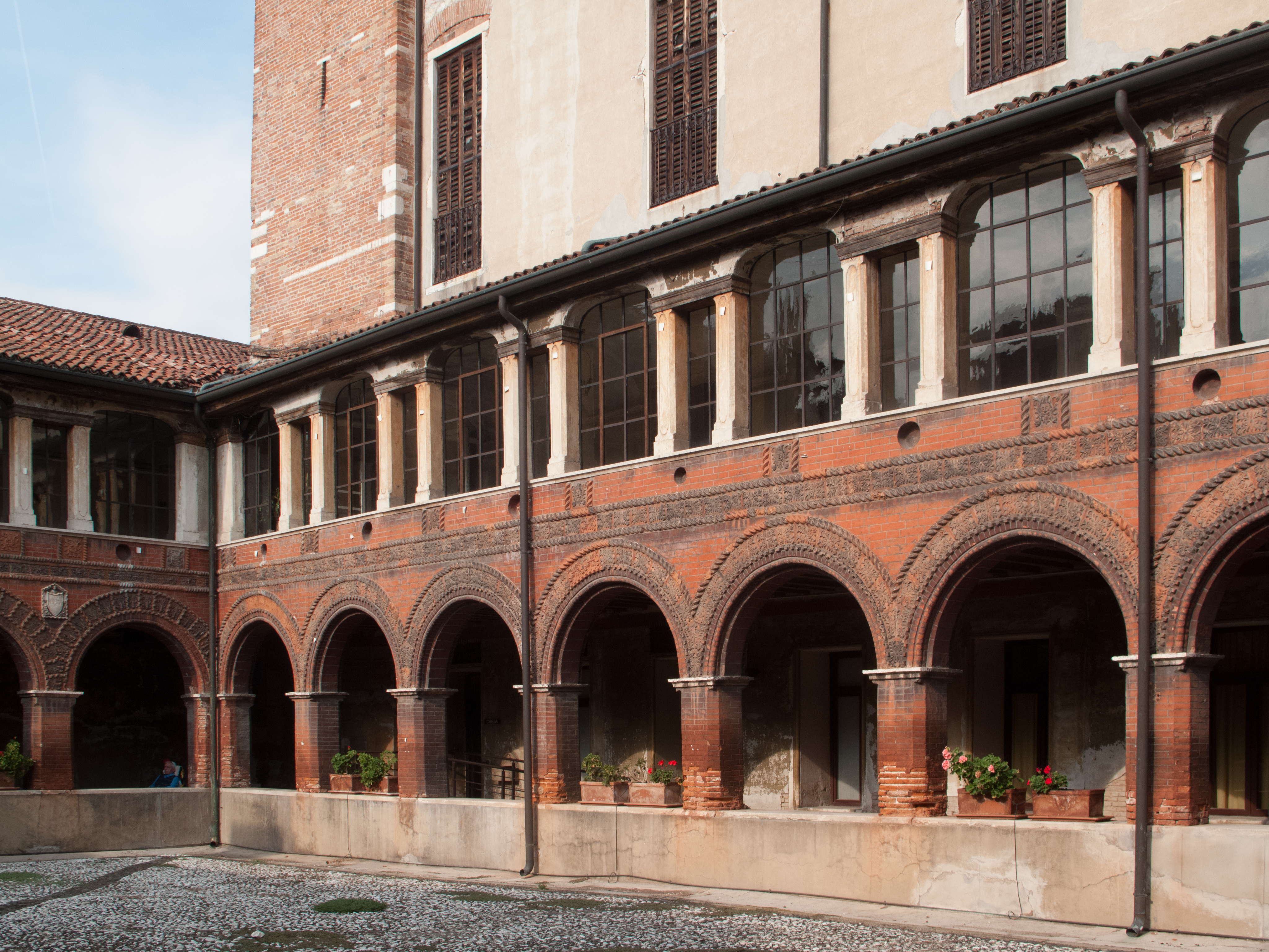
Chiostro quattrocentesco

Durante il XV secolo tutte le architetture del monastero vennero rinnovate: nel 1427 furono effettuati lavori di ricostruzione e abbellimento del chiostro, con le caratteristiche decorazioni in cotto e nella seconda metà del secolo venne completamente ristrutturata - e riconsacrata nel 1596 - la chiesa; fu innalzato il piano di calpestio, probabilmente per difendere meglio l'edificio dalle alluvioni del vicino Bacchiglione, fu abbassata la navata centrale e la facciata assunse l'attuale forma a capanna, rinnovato l'interno dove colonne di marmo, ornate di preziosi capitelli, furono poste per sostenere le poderose arcate.
Tutti gli edifici furono quindi rinnovati secondo il gusto tardo gotico e neorinascimentale del tempo, potendo contare sui cospicui finanziamenti che le monache, ormai quasi tutte appartenenti alle famiglie aristocratiche della città, apportavano al monastero; durante questi lavori vennero disperse le precedenti opere e le lapidi esistenti; anche di questi lavori però, al giorno d'oggi, resta poco.

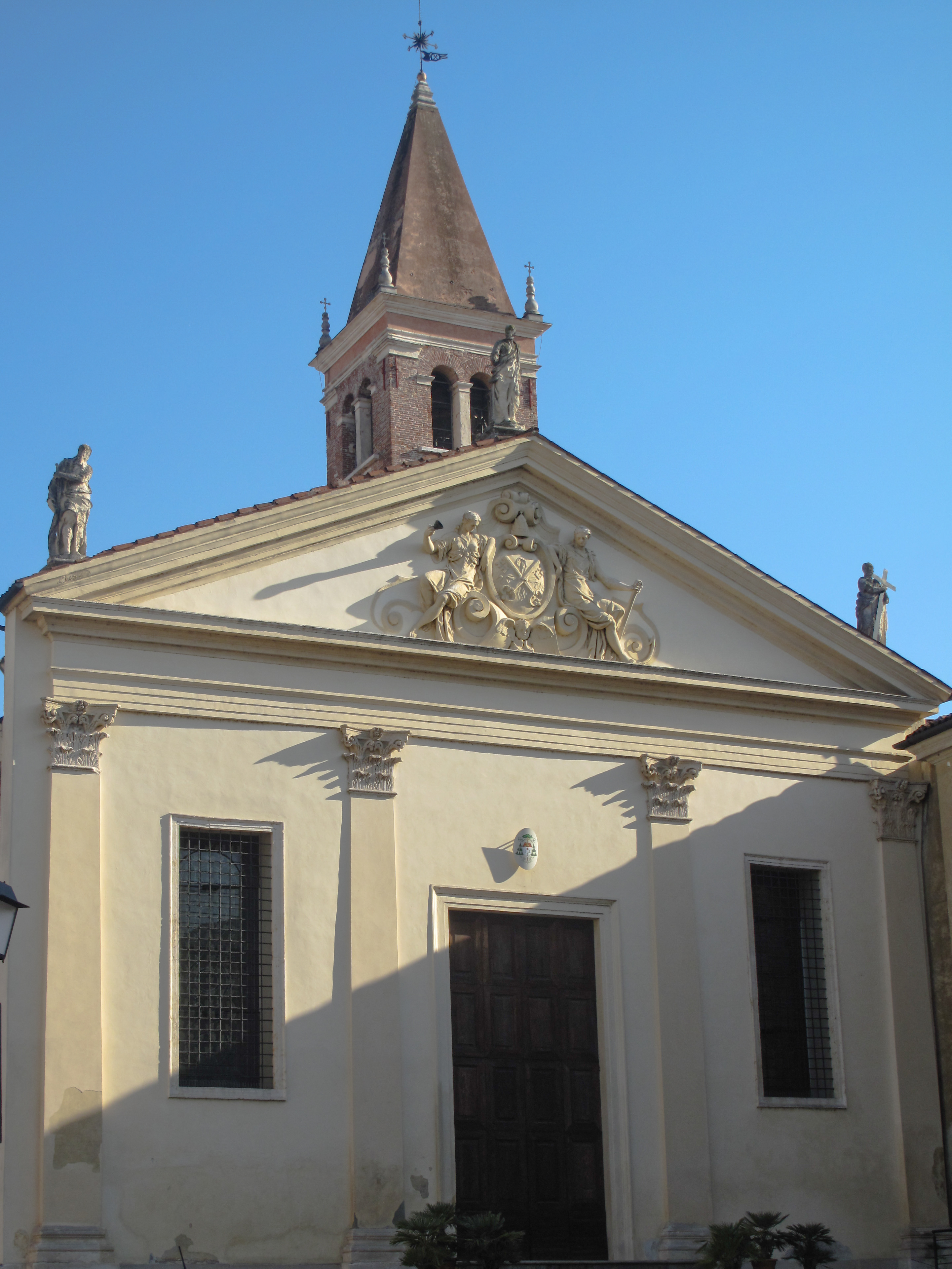
Rifacimento cinquecentesco della facciata

Il secolo XV si era aperto comunque con un livello di vita monacale molto degradato, anche per il malgoverno delle badesse del tempo, quasi tutte appartenenti all'aristocrazia cittadina, entrate in convento non per vocazione ma per costrizione e quindi portate a esercitare il prestigio e il potere che derivavano dalla loro condizione. Così nel 1435 il vescovo di Vicenza Francesco Malipiero si impegnò nella riforma degli ordini religiosi della diocesi e in particolare di quello benedettino, cui appartenevano le monache di San Pietro; egli privò la badessa del potere amministrativo, affidandolo a monache elette annualmente, quindi riconobbe al capitolo il diritto di eleggere la badessa con cadenza annuale.
Egli vietò anche l'ingresso nei luoghi di clausura a ogni persona d'ambo i sessi secolare o ecclesiastica e ordinò che ai parlatori venisse applicata una grata di ferro; disposizioni che però vennero poco rispettate, tanto che dieci anni dopo papa Eugenio IV, confermando con una bolla le disposizioni del vescovo, disapprovava la cattiva condotta delle monache, che dava adito alle mormorazioni della gente. 
Dopo questa presa di posizione il monastero ebbe una notevole ripresa e aumentò il numero delle monache che, agli inizi del secolo successivo, erano quasi una cinquantina; nel 1524 erano ormai 80 e conducevano un'esemplare vita religiosa. Si trattava di una riforma simile a quella del monastero maschile di San Felice e, come era avvenuto per questo, nel 1499 anche San Pietro fu incorporato nella Congregazione di santa Giustina di Padova.
Nel 1520 papa Leone X emanò una bolla contro gli illegittimi possessori e usurpatori dei beni delle monache di San Pietro. Non soltanto le vaste estensioni terriere del suburbio, di Schio e altre zone erano state manomesse, ma perfino gli antichi diritti e privilegi che le monache avevano sulle acque del Bacchiglione venivano contestati.
Nel 1560 le monache di San Pietro fecero chiudere la porta di Camarzo, apertura nelle mura scaligere che si trovava a sud del monastero vicino al Bacchiglione.
Sul finire del Cinquecento - tra il 1571 e il 1596 - la chiesa subì un altro intervento di abbellimento, questa volta in stile classico. Scomparsi il portichetto e i tre rosoni, la facciata prese l'aspetto attuale. All'interno le pareti dell'abside furono ornate da un prezioso paramento corinzio, raffinata opera della bottega degli Albanese; la navata maggiore fu ricoperta da un soffitto in legno a lacunari, contenenti tele della bottega dei Maganza, andato distrutto sotto il bombardamento austriaco della città il 10 giugno 1848.
La Pianta Angelica, che tante notizie dà sulla città alla fine del XVI secolo, mostra una chiesa rettangolare, con statue alla sommità del timpano e sulla facciata un portichetto e tre rosoni a segnare le tre navate interne. Sono ben visibili il campanile e il chiostro del convento.

### Età contemporanea
In seguito alla soppressione di tutti gli ordini religiosi determinata dai decreti napoleonici del 1806 e 1810, le monache dovettero abbandonare il monastero che divenne patrimonio demaniale. La chiesa, in base alla riorganizzazione ecclesiastica, divenne sede parrocchiale.
Nel settembre 1810 il nobile vicentino Ottavio Trento, discendente da un'antica famiglia dell'aristocrazia vicentina, donò al Comune una forte somma di denaro per l'istituzione di una "Casa di lavoro volontario e semiforzato" per dare una risposta allo stato di grave disagio in cui si trovavano i numerosi operai e artigiani vicentini rimasti sul lastrico con le loro famiglie in quegli anni di crisi economica. Per realizzare l'opera, il Comune individuò il complesso dell'ex monastero di San Pietro e diede l'incarico della ristrutturazione degli ambienti all'architetto e ingegnere Bartolomeo Malacarne; i lavori effettivamente cominciarono solo nel novembre del 1813 - quando gli austriaci ritornarono a Vicenza - per concludersi nel 1814.
L'Istituto Trento, così denominato in onore del munifico fondatore che intanto era morto nel 1812, accolse dapprima ospiti anziani e bisognosi di assistenza, specialmente durante la stagione invernale; cinque anni più tardi iniziò ad accogliere anche i figli degli operai disoccupati, creando una sezione separata destinata all'istruzione professionale, per addestrare i ragazzi ad un lavoro artigianale; nel 1881 questa sezione fu spostata nel nuovo orfanotrofio maschile istituito nel poco distante ex convento di San Domenico.
Così l'Istituto Ottavio Trento si specializzò sempre più nel ricovero di anziani poveri, attrezzandosi con strutture e personale adeguati all'evoluzione dei tempi. È gestito dalle Istituzioni Pubbliche di Assistenza e Beneficenza (IPAB).

## Descrizione

### La chiesa

#### Esterno e facciata

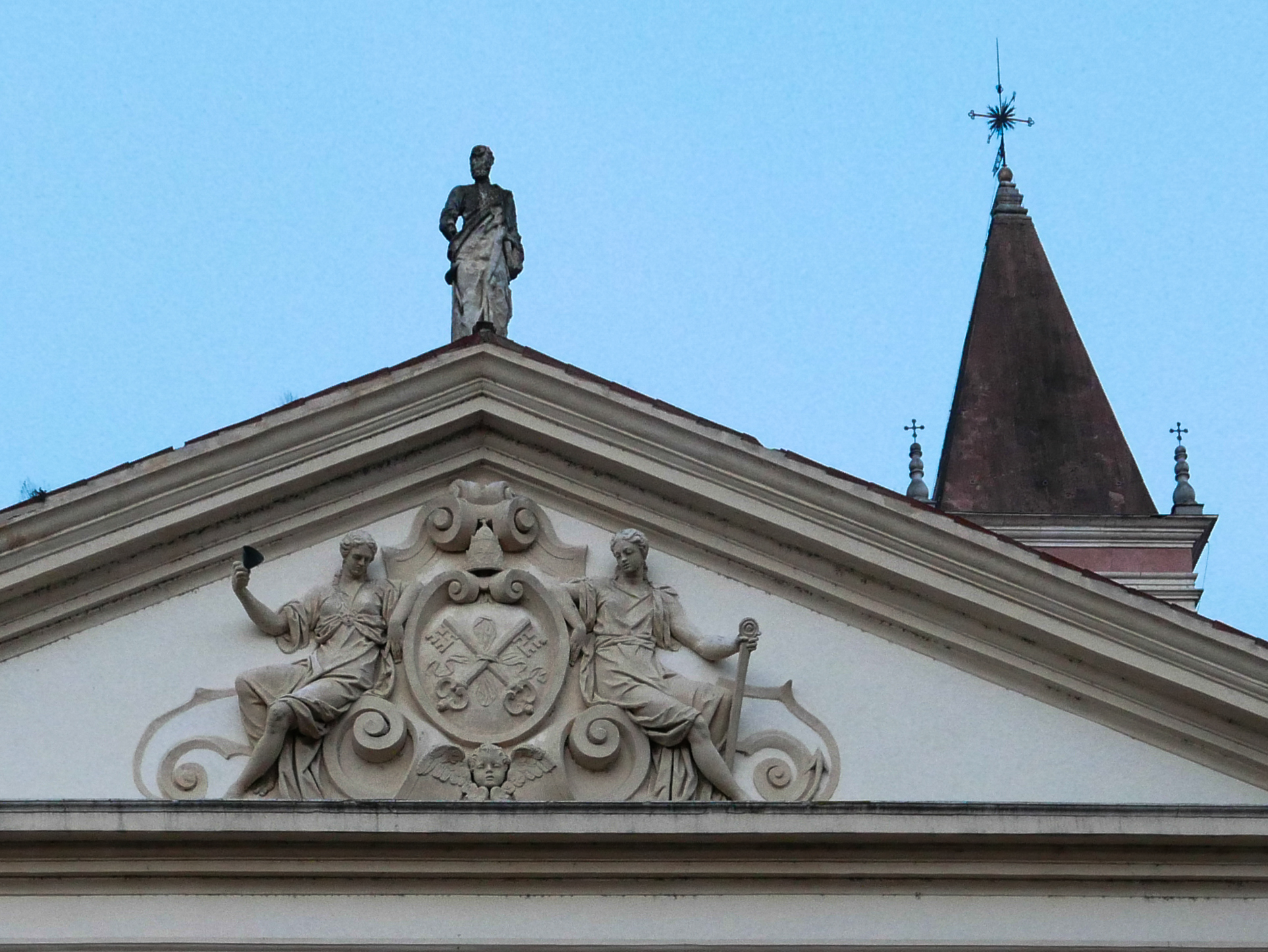
Timpano con bassorilievo e stemma

La chiesa è preceduta da un ampio sagrato cui si accede per mezzo di una scalinata con rampe su due lati; dal sagrato quattro gradini portano allo spoglio portale, rifatto nel primo Ottocento forse dallo stesso Bartolomeo Malacarne al momento delle ristrutturazione del monastero.
Rialzata rispetto alla piazzetta nel XV secolo, in un momento quindi successivo alla sua fondazione, la struttura della chiesa è in stile tardo gotico, ma presenta una facciata di orientamento classico, realizzata nel 1597 da Camillo Mariani, dagli Albanese o da Domenico Groppino.
Quattro lesene corinzie scandiscono la liscia, semplice facciata, dove lo spazio tra gli intercolumni è interrotto da due finestre verticali; la misura delle finestre, della porta, delle colonne, creano l'equilibrio armonico del prospetto.
In alto la facciata è sormontata dal timpano, dove campeggia il bassorilievo con lo stemma pontificio delle chiavi di San Pietro, affiancato da due figure allegoriche che rappresentano le virtù teologali della Speranza e della Fede. Il timpano è coronato da tre statue: san Pietro sulla sommità con ai lati san Paolo (a sinistra) e sant'Andrea (a destra). Tutte le sculture sono da attribuire al periodo vicentino di Camillo Mariani.
A destra dell'ingresso un'antica lapide gotica ricorda che qui fu tumulata Elica, fondatrice del primitivo monastero.

#### Interno
L'interno è a pianta rettangolare, a tre navate tronche separate da due file di quattro colonne di calcare con capitelli a caulicoli angolari e foglie d'acanto, reggenti archi a tutto sesto dalla luce assai ampia.
Il dipinto ottocentesco che sovrasta la navata centrale, San Pietro in gloria tra gli angeli, è opera ottocentesca di Lorenzo Giacomelli, restaurata di recente. I quattro altari delle navate sono opera della bottega degli Albanese, come l'altare maggiore dell'abside. Se gli Albanese lasciarono importanti testimonianze architettonico scultoree, i Maganza riempirono San Pietro con le loro tele e nella chiesa tenevano la tomba di famiglia, come ricorda una lapide posta nella navata sinistra.
Controfacciata

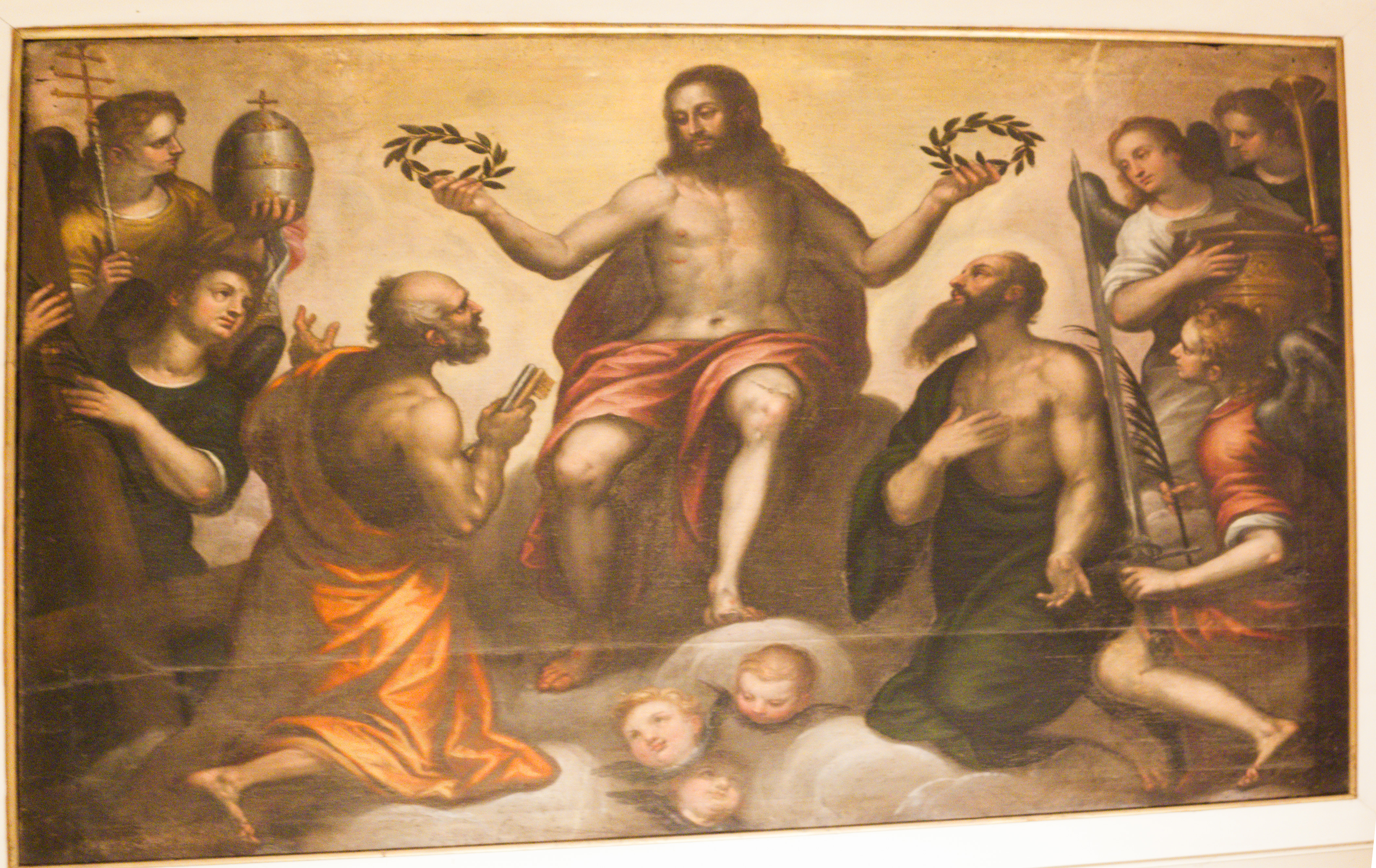
Controfacciata - Cristo tra i santi Pietro e Paolo

Posto in alto nella controfacciata – mentre un tempo era collocato nell'intercolumnio centrale dell'abside – il vasto dipinto attribuito ad Alessandro Maganza Cristo dà le corone ai santi Pietro e Paolo, inginocchiati in estatica devozione.
Navata destra
Il primo altare a destra fu fatto costruire dalla Confraternita del Santissimo Sacramento nel 1600, opera di Francesco Albanese: sopra la mensa di marmi policromi, con ai lati due putti scolpiti, la pala rappresenta il Compianto di Cristo di Alessandro Maganza, anch'essa del 1600. Opera ligia ai canoni della Controriforma, nella scena della Deposizione l'unica luce colpisce il corpo bianco di Cristo, che si stacca dal tenebroso sfondo rupestre e dal cielo temporalesco. Le stesse tonalità scure si ritrovano nelle figure raccolte intorno al Cristo deposto, tra le quali emerge il volto addolorato della madre.
Segue sulla parete la pala con il Martirio di Sant'Andrea, anch'esso attribuito ad Alessandro Maganza, che proviene dalla chiesa di Sant'Andrea, appartenente al monastero e abbattuta nel 1801.
Addossato alla parete vi è poi l'altare del sacro Cuore, opera non attribuita del 1634, che ha sostituito uno precedente del 1564 di Giovanni Battista Magrè, dedicato alla Natività di Cristo. Ai due lati dell'altare, le statue dei santi Andrea e Giacomo, sculture di Girolamo Pittoni di inizio Cinquecento.
Ancora sulla parete destra la pala con San Benedetto riceve San Mauro dodicenne dal padre Equizio, attribuibile a Giambattista o anche allo stesso Alessandro Maganza, datato intorno al 1596.
Nell'abside tronca della navata, dopo la porta che dà accesso al campanile, si trova la grata “comunichina” in ferro battuto, incorniciata entro un ricco elemento architettonico di marmi, eseguita verso la fine del secolo XVII nella bottega di Orazio Marinali. La grata comunicava con il monastero e permetteva alle religiose di assistere alle funzioni. In fondo all'abside l'altare detto di San Mauro, perché ospitava la tela dei Maganza, ora a parete. Dal 1968 ospita il tabernacolo ed è arricchito da un tronetto del 1752.

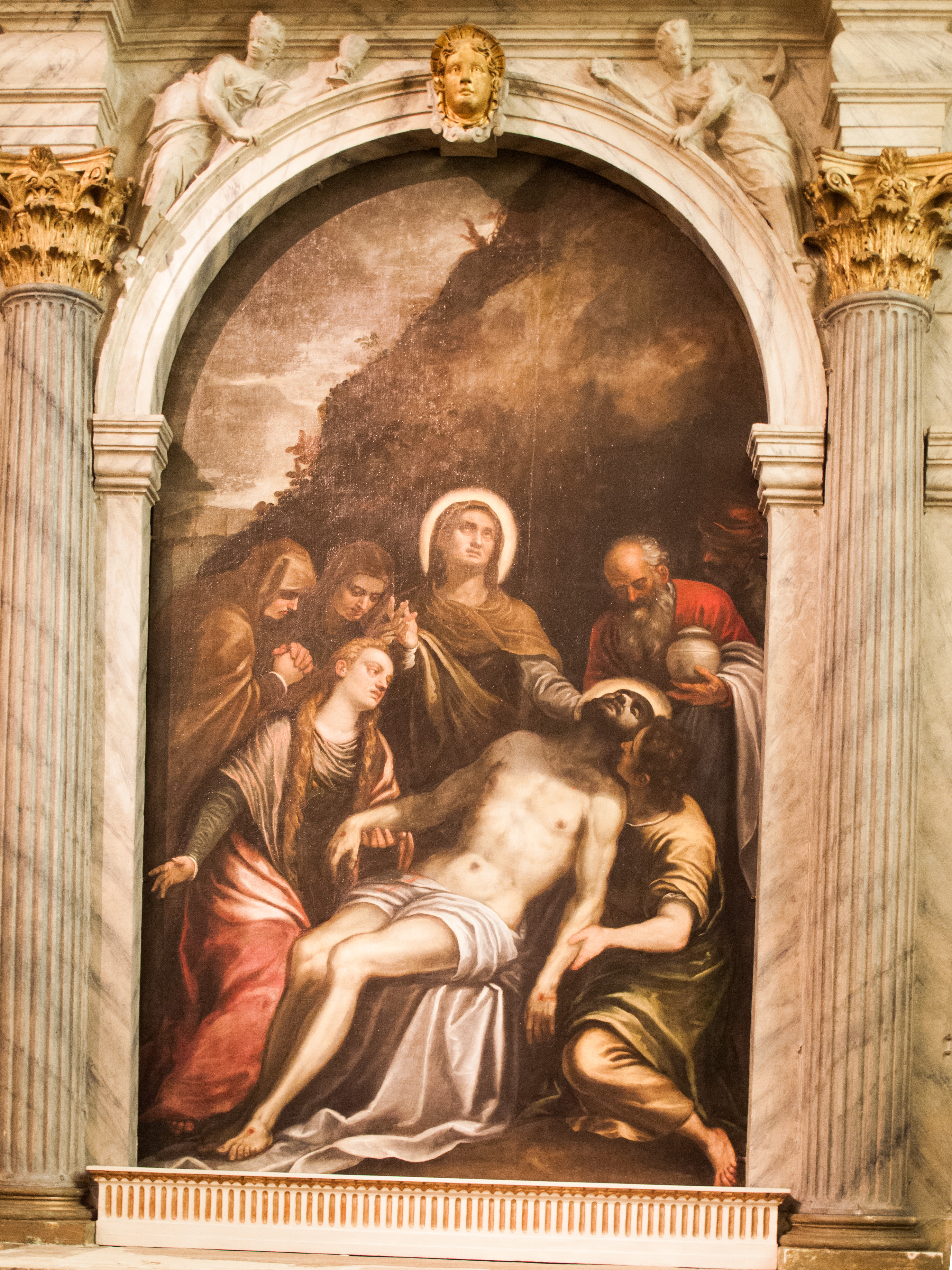
Pala della Deposizione
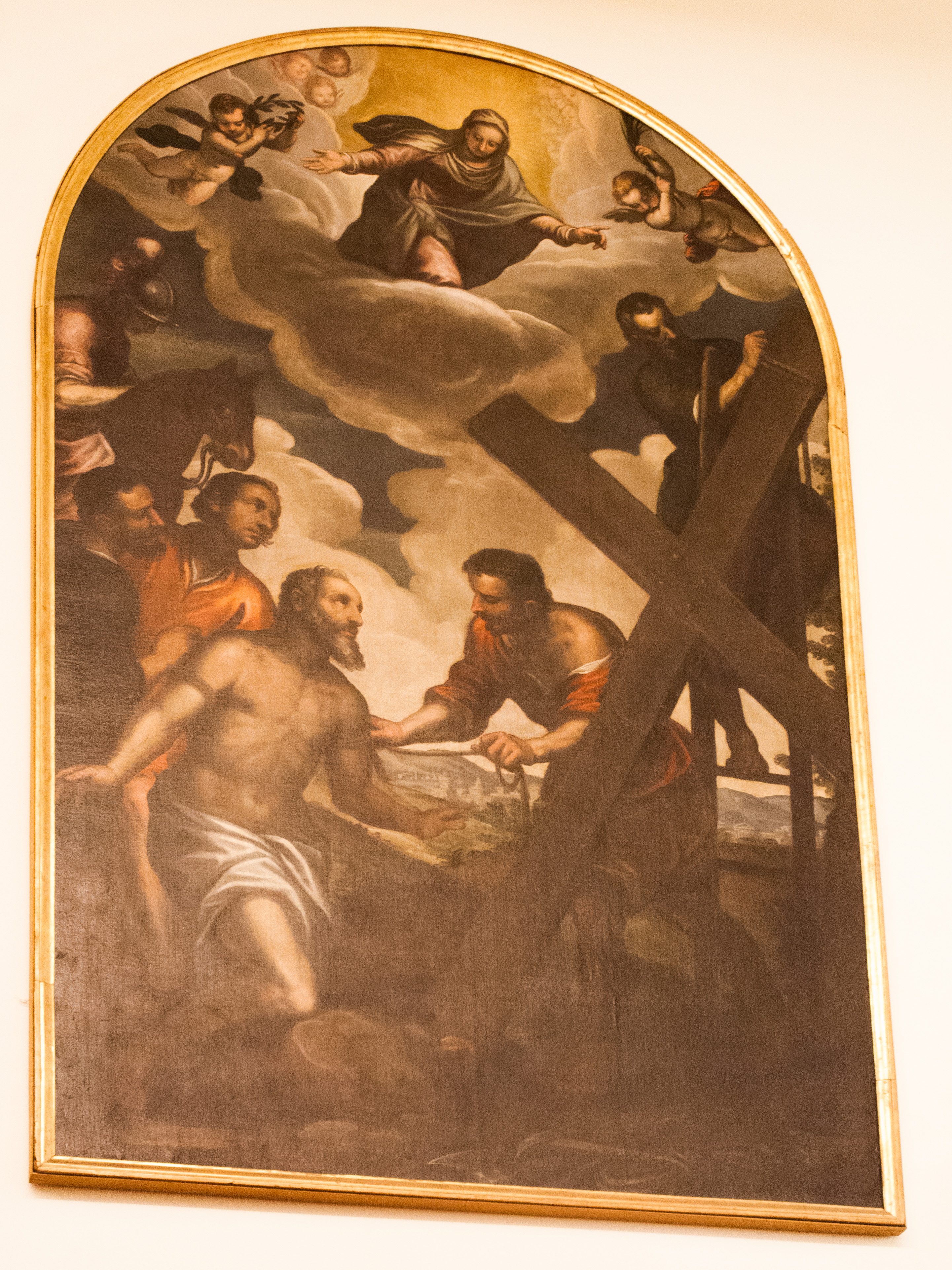
Pala del Martirio di Sant'Andrea
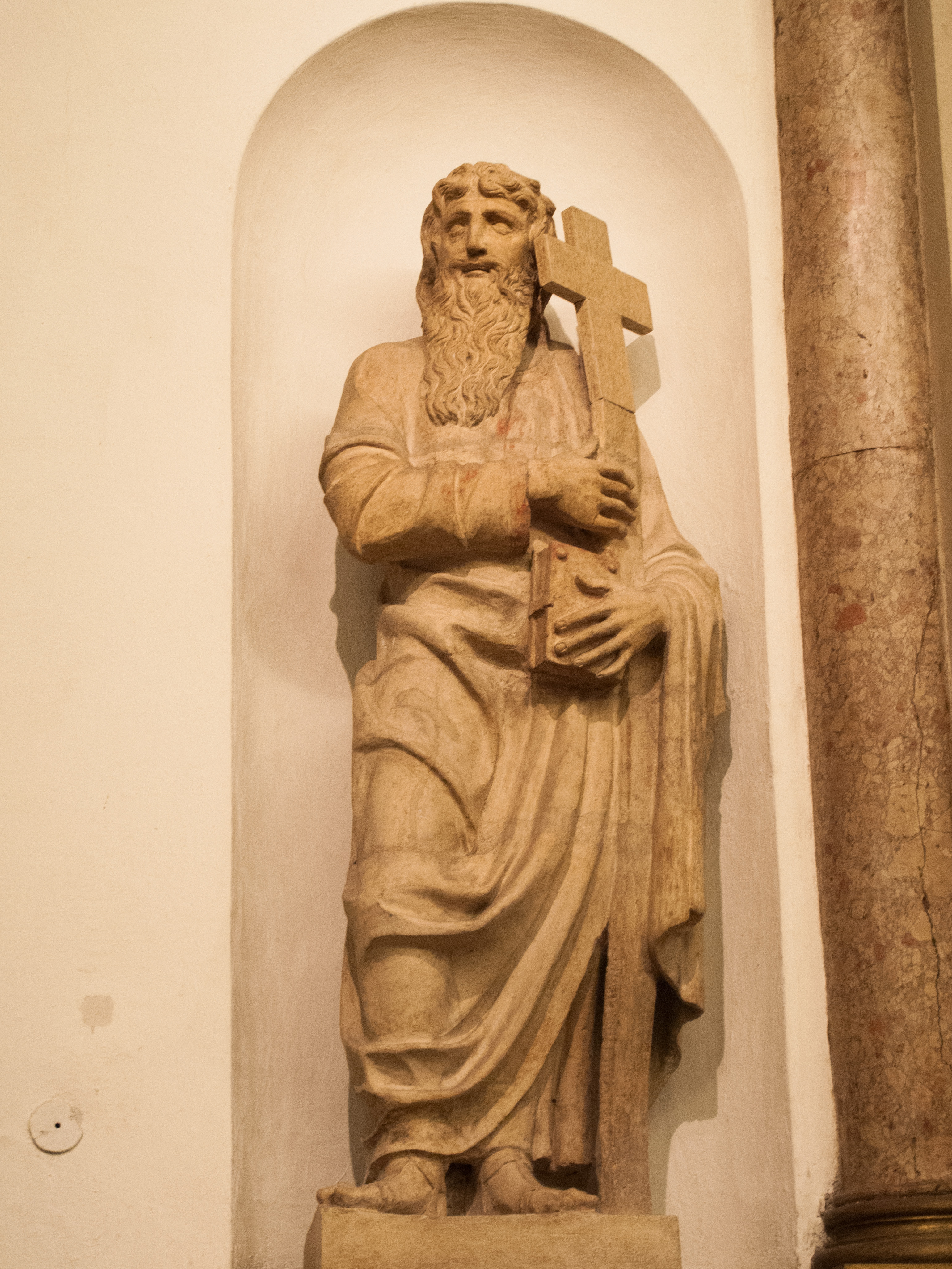
Statua di Sant'Andrea
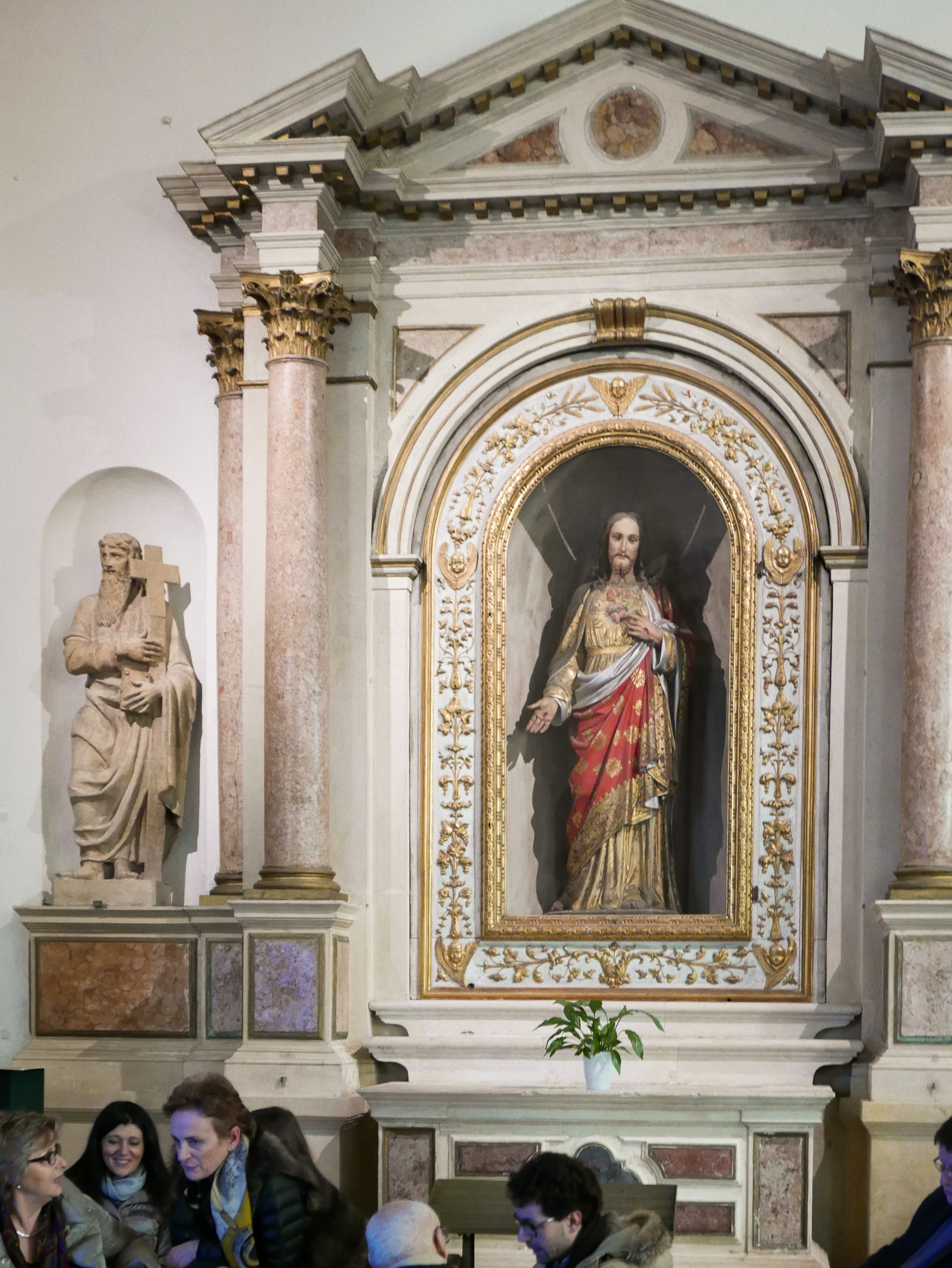
Altare del Sacro Cuore
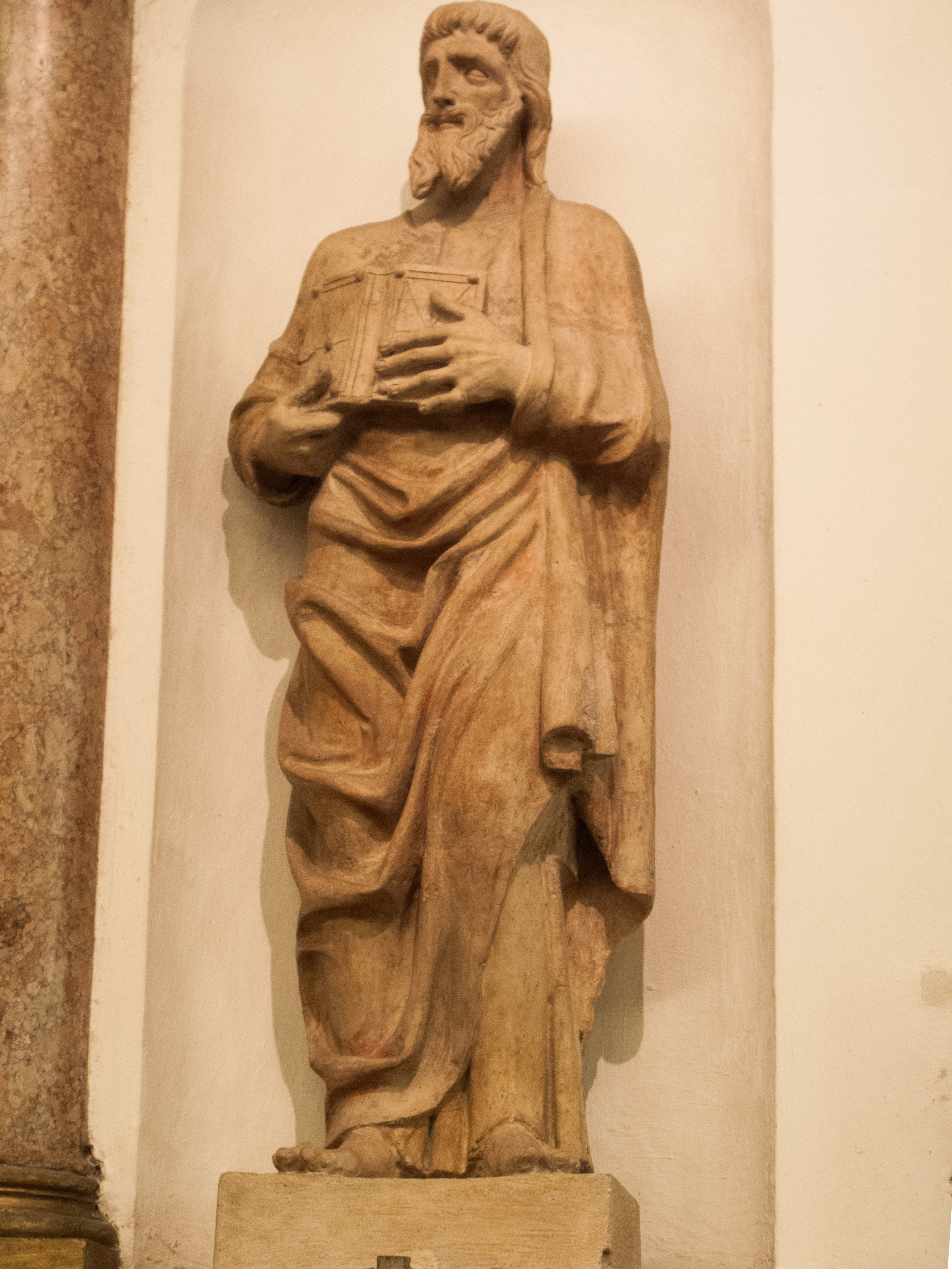
Statua di San Giacomo
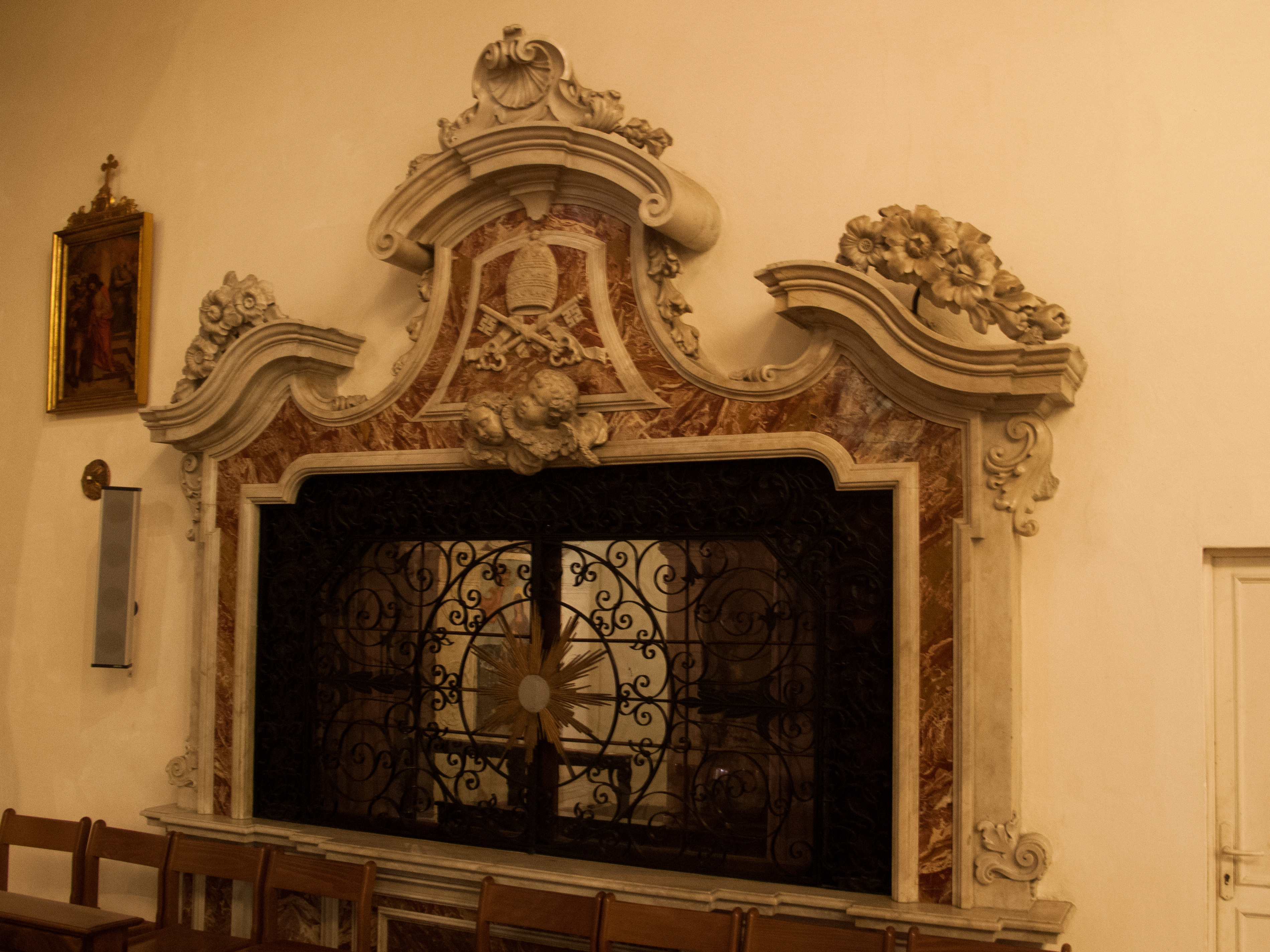
Grata "comunichino"
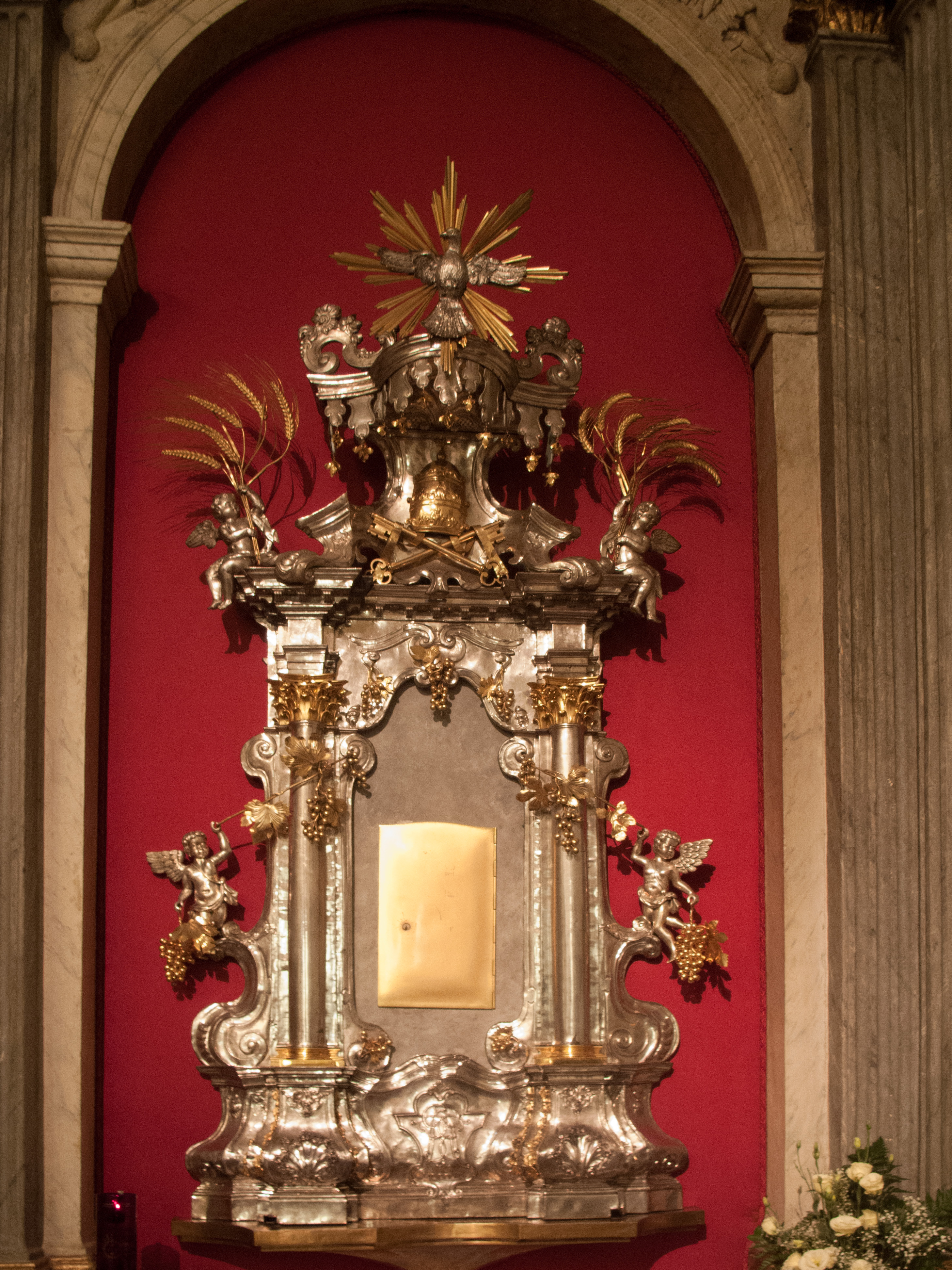
Tabernacolo, sull'altare di san Mauro

Presbiterio

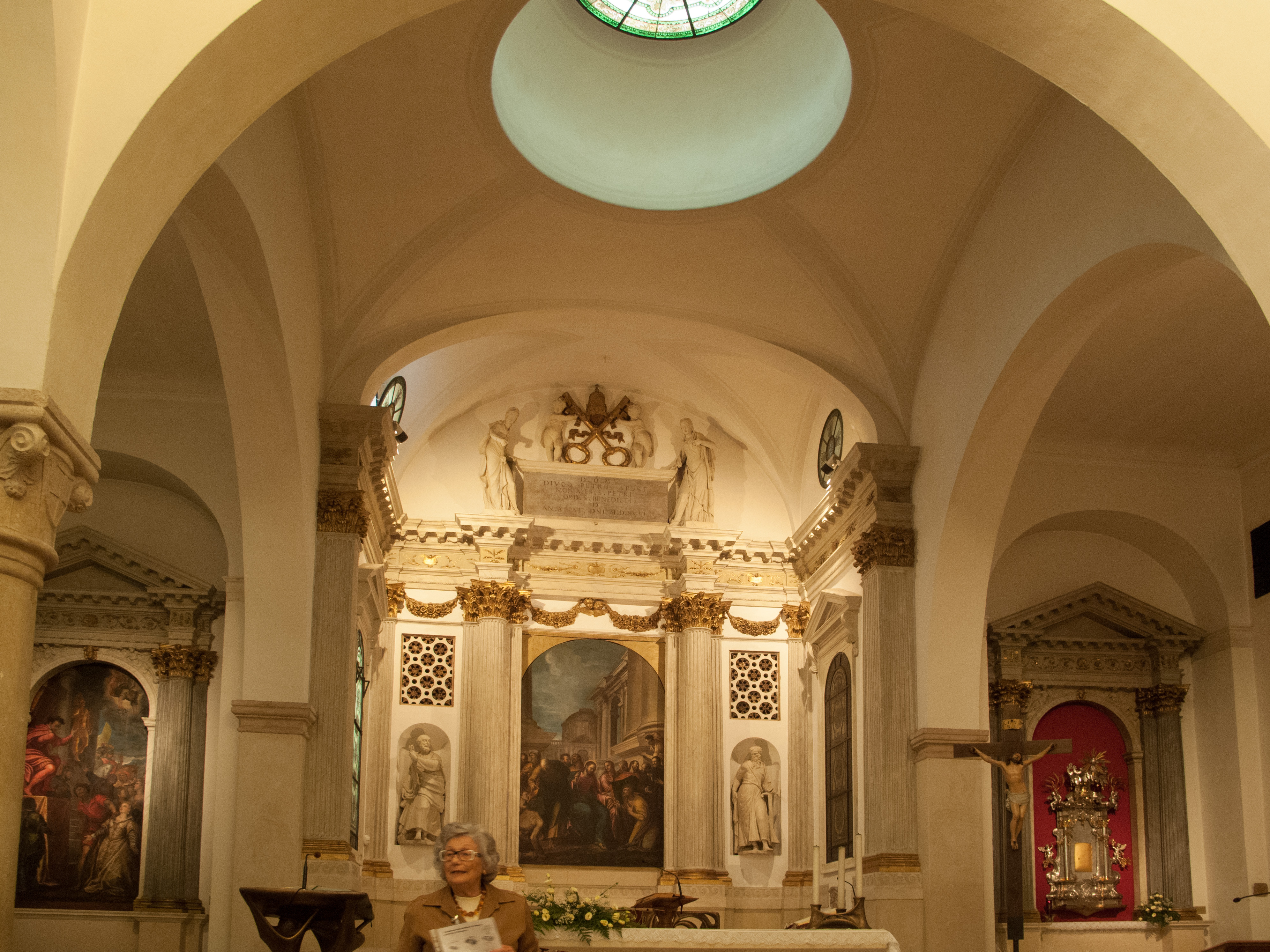
Presbiterio e altare maggiore

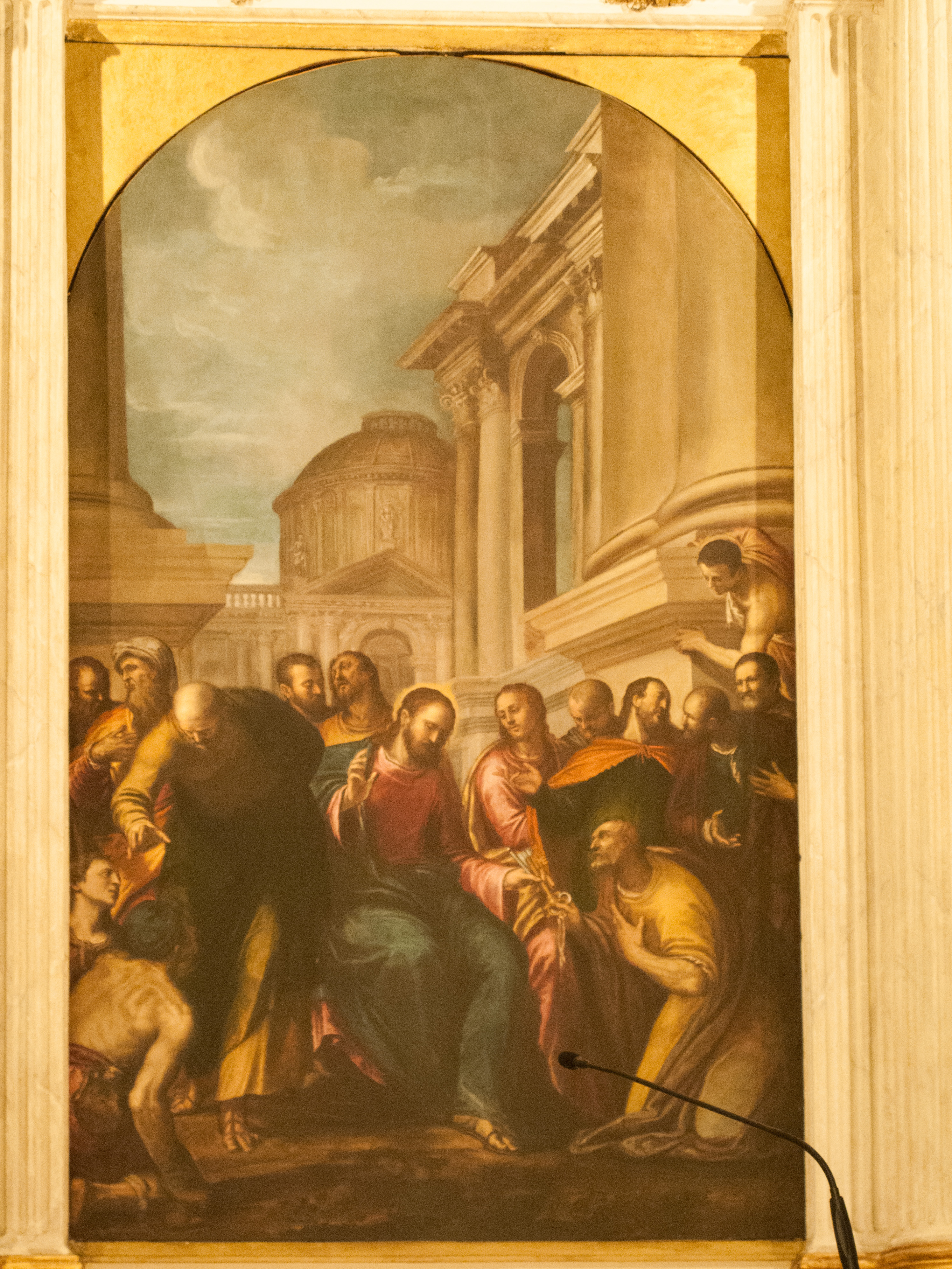
Pala dell'altare maggiore - La consegna delle chiavi (Giovanni Battista Zelotti)

Un arco a tutto sesto dalla luce assai ampia separa la navata maggiore dal vasto presbiterio quadrilatero, rialzato di un gradino e antistante all'abside.
L'intero altare maggiore, il basamento, le colonne, la trabeazione il fregio e le statue dei santi Pietro e Paolo, sono opera di Giambattista Albanese del 1596. Sull'altare - dove prima si trovava la tela del Maganza ora nella controfacciata - è stata collocata da qualche decennio, spostandola dall'altare della Madonna con il Bambino della navata sinistra, la pala che raffigura Cristo mentre consegna le chiavi a San Pietro, opera del 1575 di Giovanni Battista Zelotti. Interessante lo sfondo architettonico di evidente derivazione palladiana: si riconoscono infatti un angolo di palazzo Chiericati e la cupola del Duomo.
Navata sinistra
Nell'abside tronca della navata sinistra la pala con il Martirio di Santa Giustina, di Giambattista Maganza il Giovane, con probabile collaborazione del padre Alessandro, è posta sopra l'omonimo altare, opera degli Albanese.
Lungo la parete è posto l'altare ora della Madonna con il Bambino, con ai lati le statue dei santi Benedetto e Scolastica, sculture di Tommaso e Matteo Allio, del 1664-65.
Procedendo verso ovest e passato l'ingresso laterale, segue il sobrio ed elegante monumento funebre dedicato a Bernardino Trebazio, dotto sacerdote umanista morto nel 1548, attribuibile agli scultori Giovanni e Girolamo della bottega di Pedemuro San Biagio.
Infine, sopra all'altare della Vergine, opera di Francesco Albanese il Vecchio del 1588, voluto dalla badessa Silvia Poiana, la pala con l'Adorazione dei pastori, dipinto di Francesco Maffei, forse l'opera più importante della chiesa. Il cielo e la terra sono affollati di figure, cherubini e altri angeli volanti verso il gruppo della Natività, intorno al quale si raccolgono i pastori e un angelo ad ali spiegate.

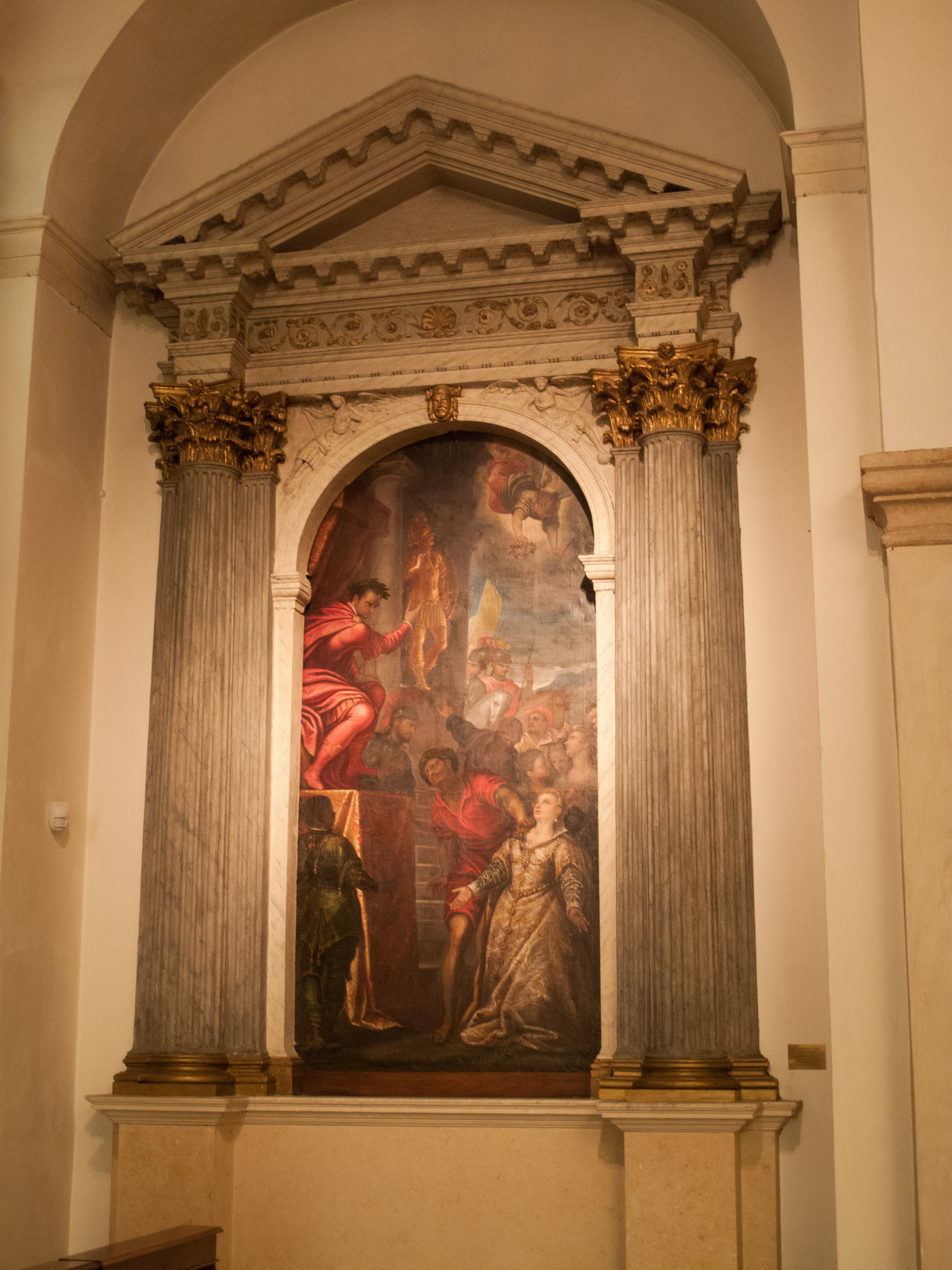
Pala Martirio di Santa Giustina
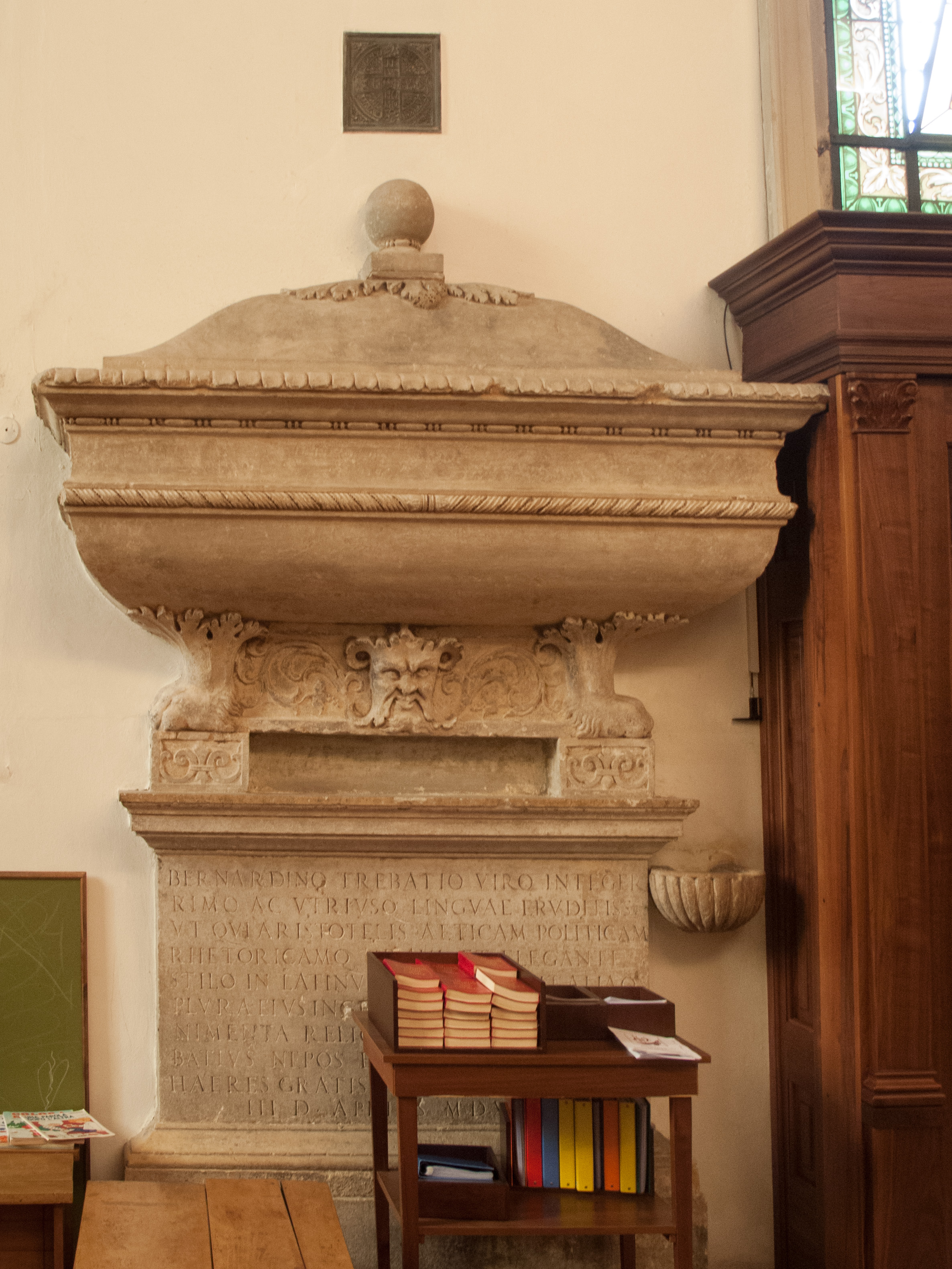
Monumento a Trebazio
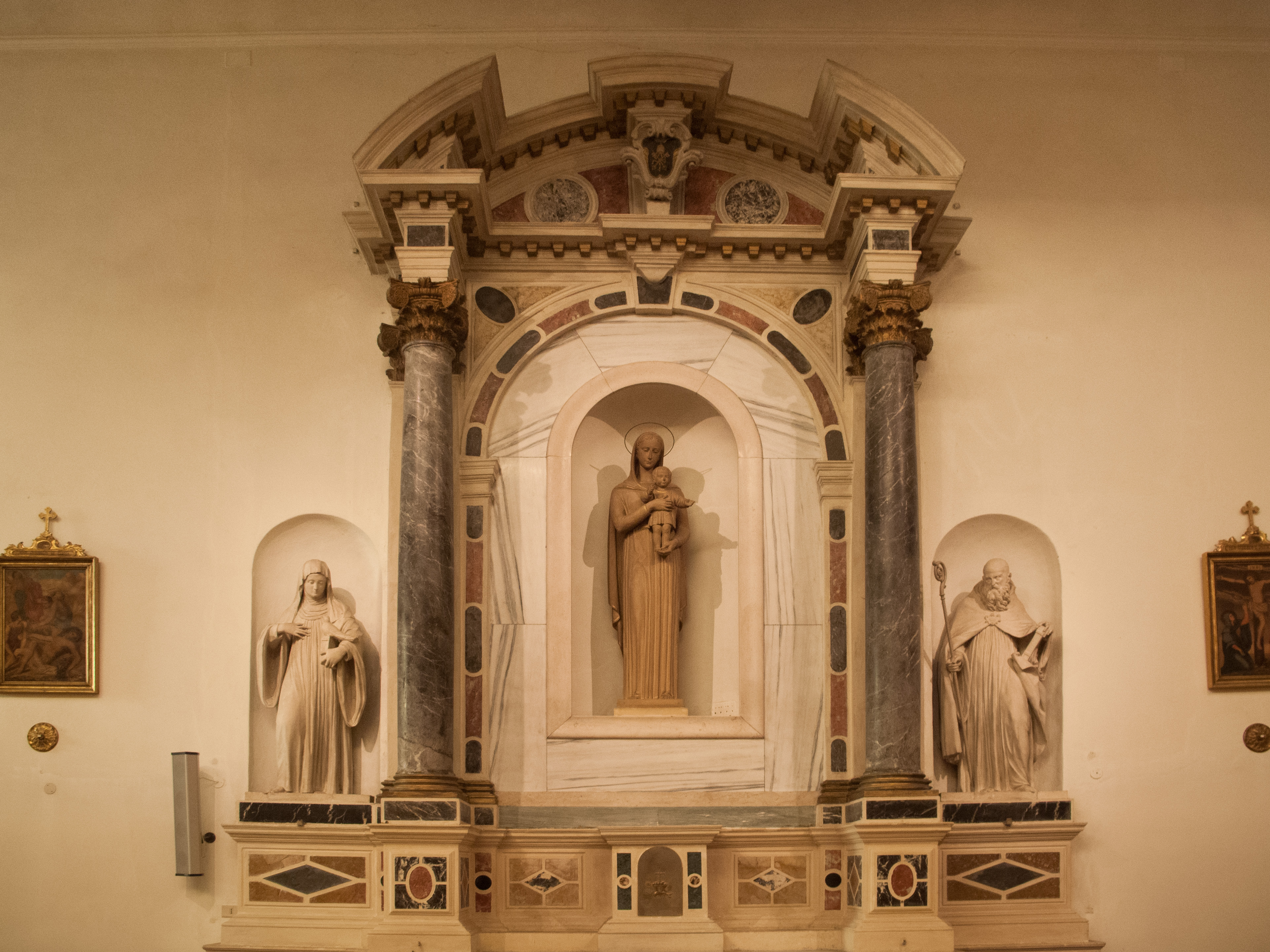
Altare della Madonna
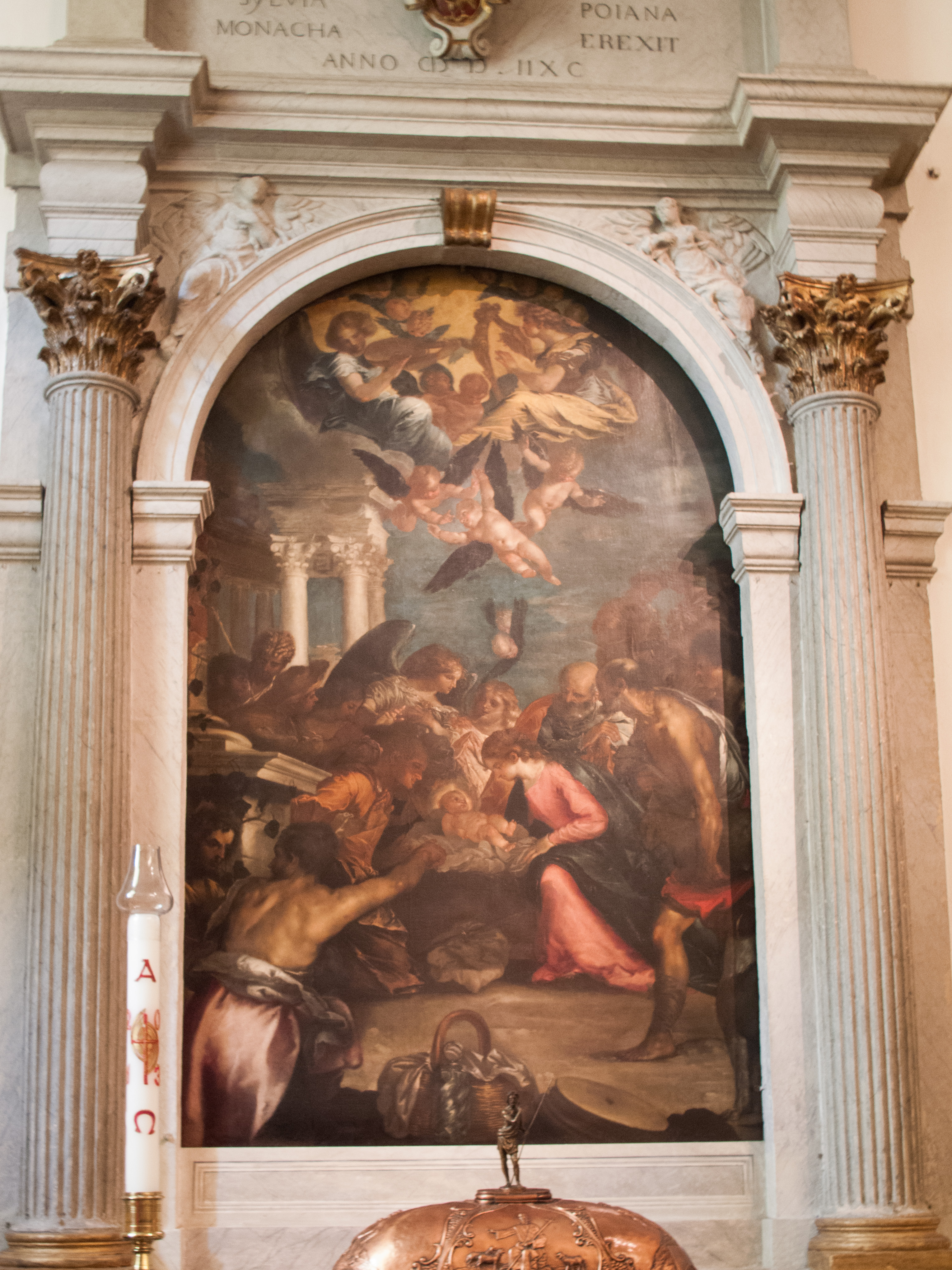
Pala adorazione dei pastori

### Il campanile

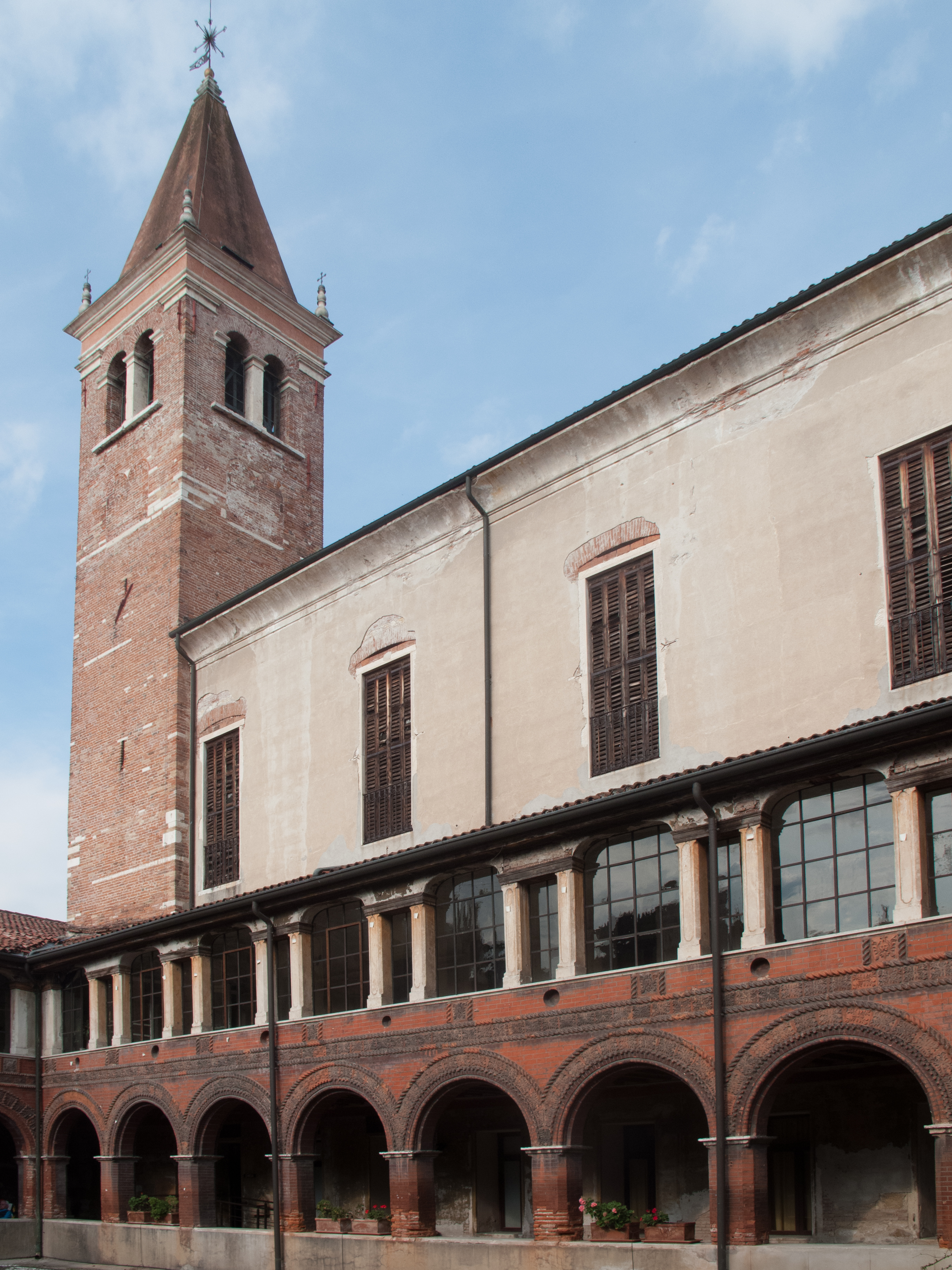
Il campanile e l'oratorio sovrastante il chiostro

Il campanile fu costruito in tre fasi successive: la prima nel XIII secolo, un secondo intervento lo elevò nel 1417, finché nel 1552 si provvide a un ultimo innalzamento, aprendo una nuova cella campanaria, la precedente è leggibile nella fascia sottostante alla bifora.

### L'ex monastero, ora Istituto Trento
Documenti dei secoli XIII e XIV ricordano del monastero il curtivum, la sala picta, la canipa, il claustrum, l'hostium refectorii, il dormentorium, il braydum, il podioglum domine abbatisse, il locum capituli, la factoria. Nei primi decenni del XIV secolo furono aggiunti importanti lavori, come il campanile, dei muros orti, una domum, un murum granariorum et alia laboreria.
Soppresso il monastero, fu affidato all'architetto Bartolomeo Malacarne l'incarico di adattarlo a ospizio per lavoratori indigenti o disoccupati che, in seguito alla industrializzazione degli opifici, erano rimasti senza lavoro.
Il Malacarne, effettuate a ridosso del chiostro di San Pietro alcune ingenti sopraelevazioni e demolito l'antico oratorio di San Vitale, adiacente al parlatorio delle monache, eresse a occidente dello stesso chiostro un lungo e alto edificio a due piani, che delimita il vasto spazio antistante la chiesa di San Pietro e, con la sua indiscutibile imponenza, gli conferisce dignità di piazza.
Per collegarsi alla facciata della chiesa e, nel contempo, per praticare adeguato ingresso monumentale al nuovo istituto, il Malacarne costruì un breve e più basso corpo di fabbrica intermedio, ove una grande porta architravata con frontone triangolare è affiancata da due nicchie semicircolari centinate.
All'interno di questo edificio si entra in un atrio quadrato impreziosito da lesene tuscaniche, dal quale si accede, sulla destra, al sacello che accoglie la salma e alcuni cimeli di Ottavio Trento; qui vi è la stele funeraria, unica opera a Vicenza di Antonio Canova - completata nel maggio 1815, tre anni dopo la morte del fondatore dell'istituto - che raffigura con formale eleganza la statua della Felicità che scrive sul marmo i pregi del Trento.

### Il chiostro

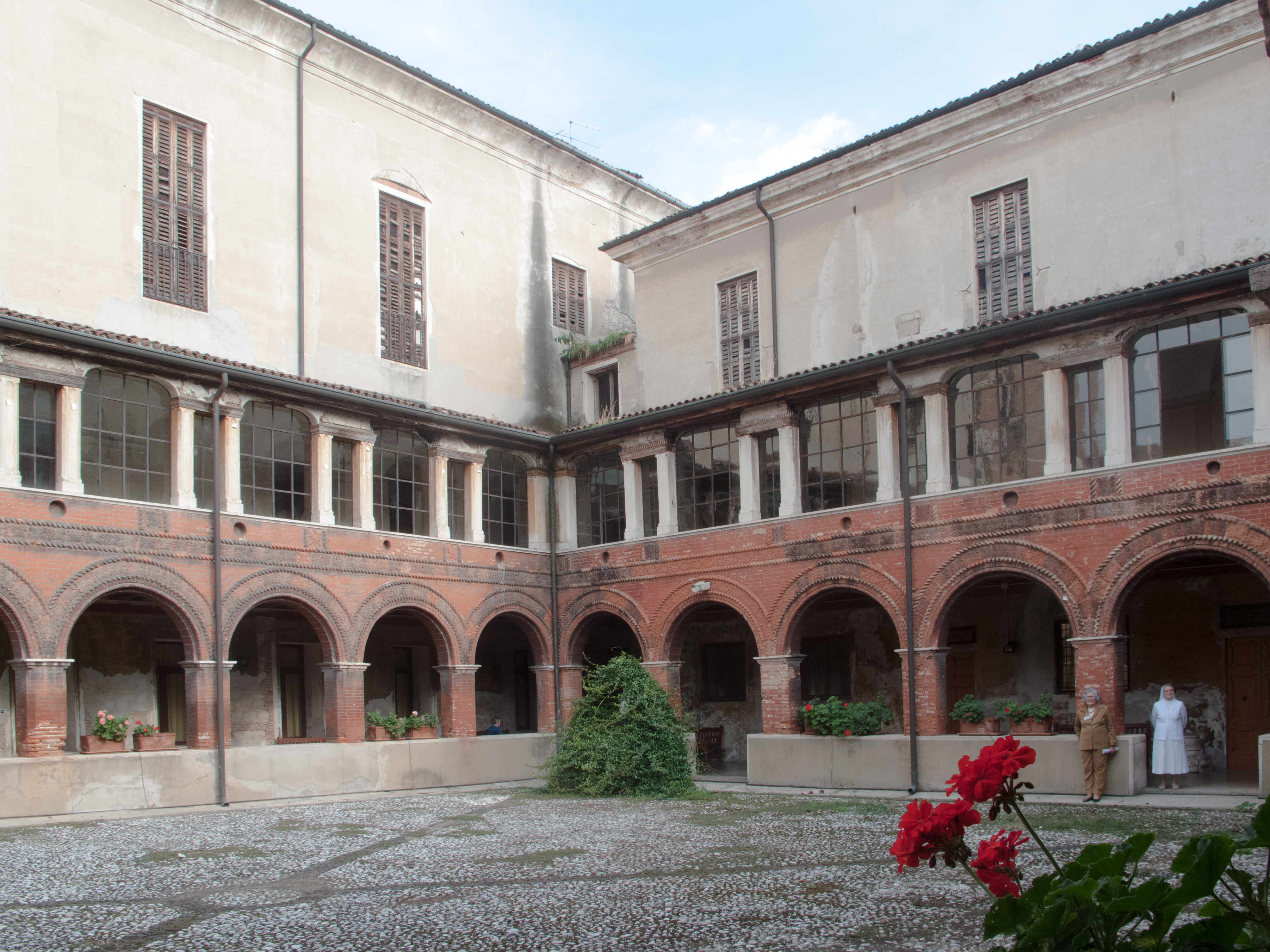
Chiostro

II chiostro quadrilatero ha un portico inferiore e un loggiato superiore.
Il portico inferiore è ad arcate a tutto sesto su pilastri in laterizio a sezione quadrata. Prezioso e raffinato assieme, è databile circa intorno al quinto-sesto decennio del Quattrocento, quando la badessa Maria Verde dei Repeta, reggitrice del convento di San Pietro dal 1418 al 1444-1445, fece eseguire lavori di ristrutturazione del monastero. La decorazione del chiostro presenta una stretta affinità con la ghiera della porta d'ingresso nel vicino oratorio dei Boccalotti, attribuita a Zanino dei Boccali.
Nel caldo colore del cotto, gli archi sono decorati a elementi floreali incorniciati da torciglioni sporgenti. L'antiestetico muretto che toglie slancio alle colonne è infelice esito dell'ultimo restauro.
La parte superiore, settecentesca e chiusa in epoca moderna da vetrate, ripropone, nella sequenza di archi a sesto ribassato tra minori elementi architravati, il motivo ricorrente della serliana.

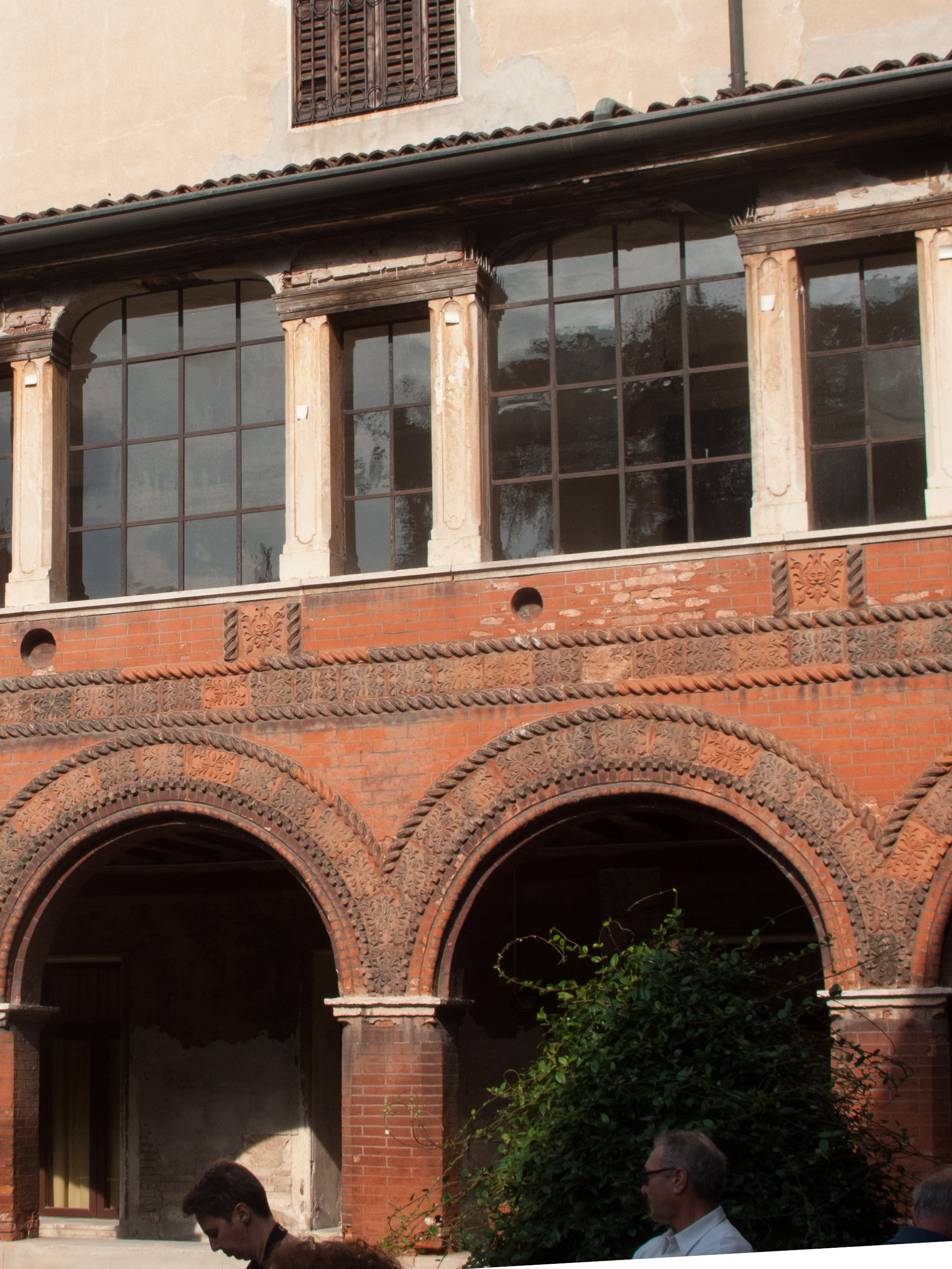
Tratto del chiostro
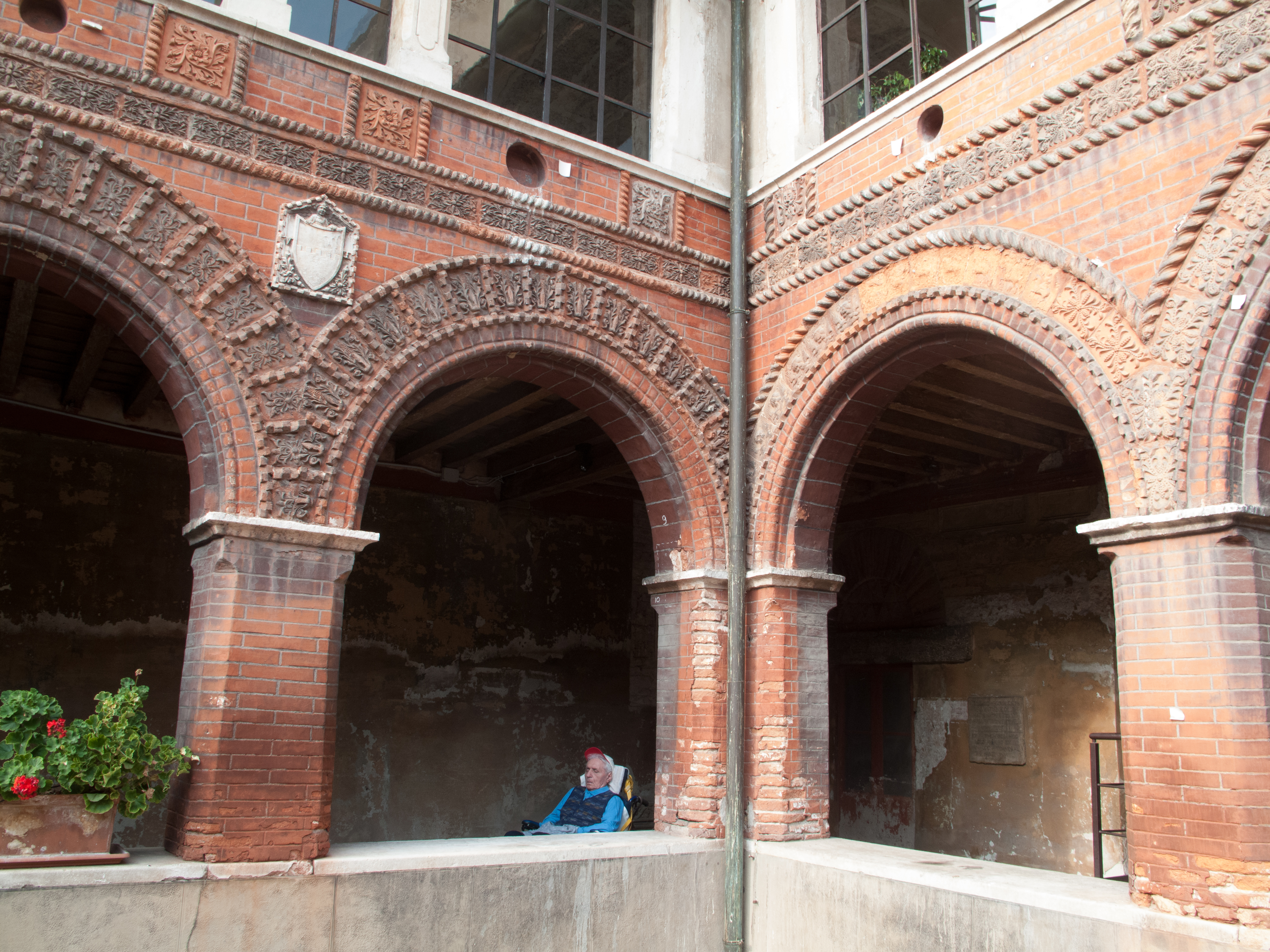
Angolo Nord-est del chiostro
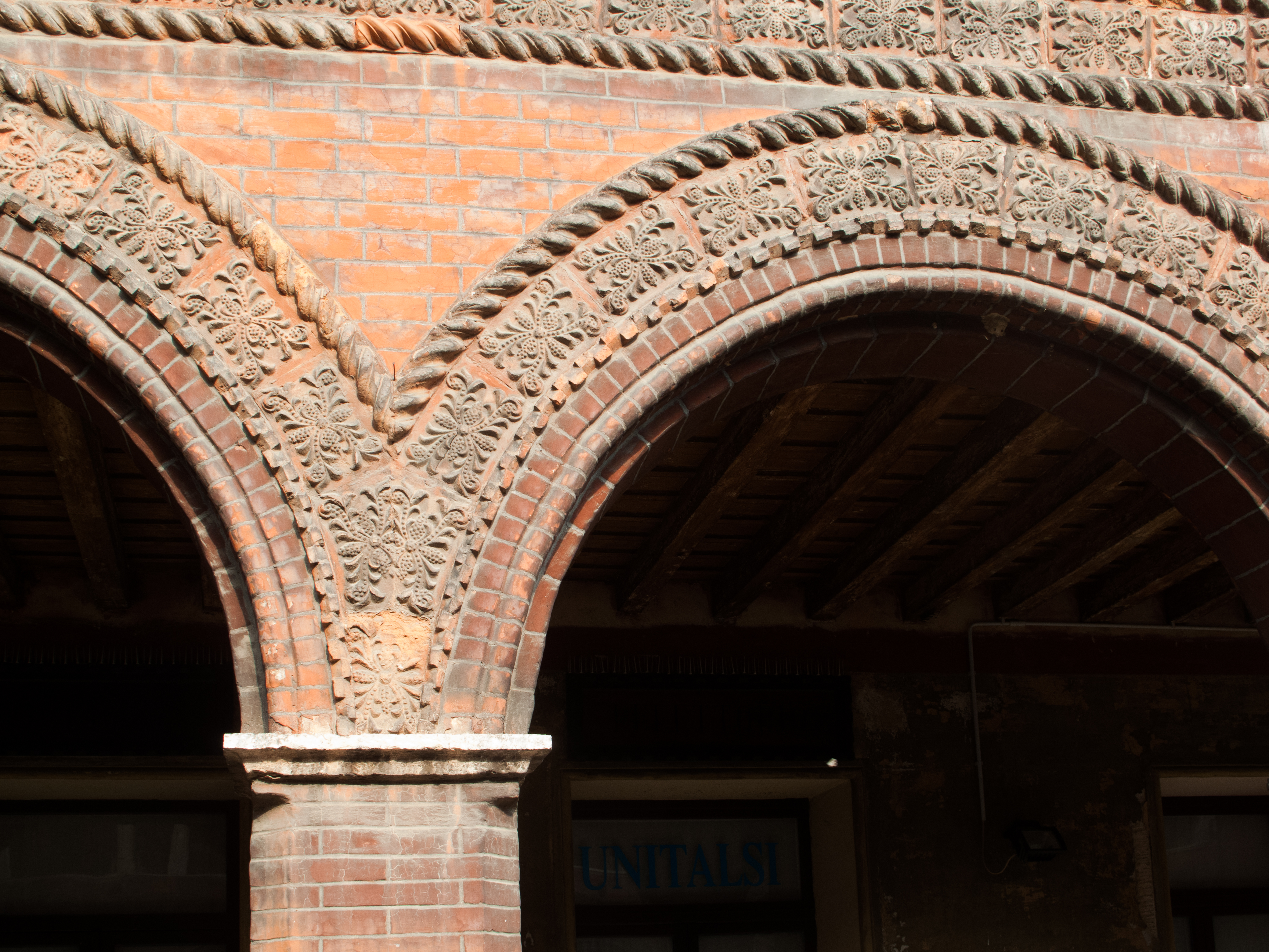
Archi in cotto del chiostro

Nell'angolo a nord-ovest del chiostro, vi è un sarcofago altomedievale in pietra, forse longobardo. Sopra, vi è un'anfora romana e, sulla destra, una lapide funeraria pure romana e un frammento di rilievo funerario. Al centro della parete alcune palle di cannone cadute sulla chiesa durante i bombardamenti austriaci del giugno 1848; sotto, due capitelli tardogotici rovesciati. In prossimità dell'angolo a nord-est è la vecchia porta, ora murata, appartenente alla più antica struttura del campanile.
A destra della porta una lapide romana del 1778 proveniente dalla raccolta Tornieri, ancora più a sinistra una porta che conduce alla chiesa con a fianco l'acquasantiera; a sinistra, nell'angolo, in alto, un affresco trecentesco con il Cristo crocefisso tra la Madonna e san Giovanni, recentemente restaurato; sotto di questo, un sarcofago trecentesco degli Scroffa. Nel lato sud del chiostro stanno, capovolti, due grandiosi capitelli, tipici del tardo Quattrocento locale, forse provenienti dalle demolite logge del Palazzo della Ragione, crollate nel 1496.

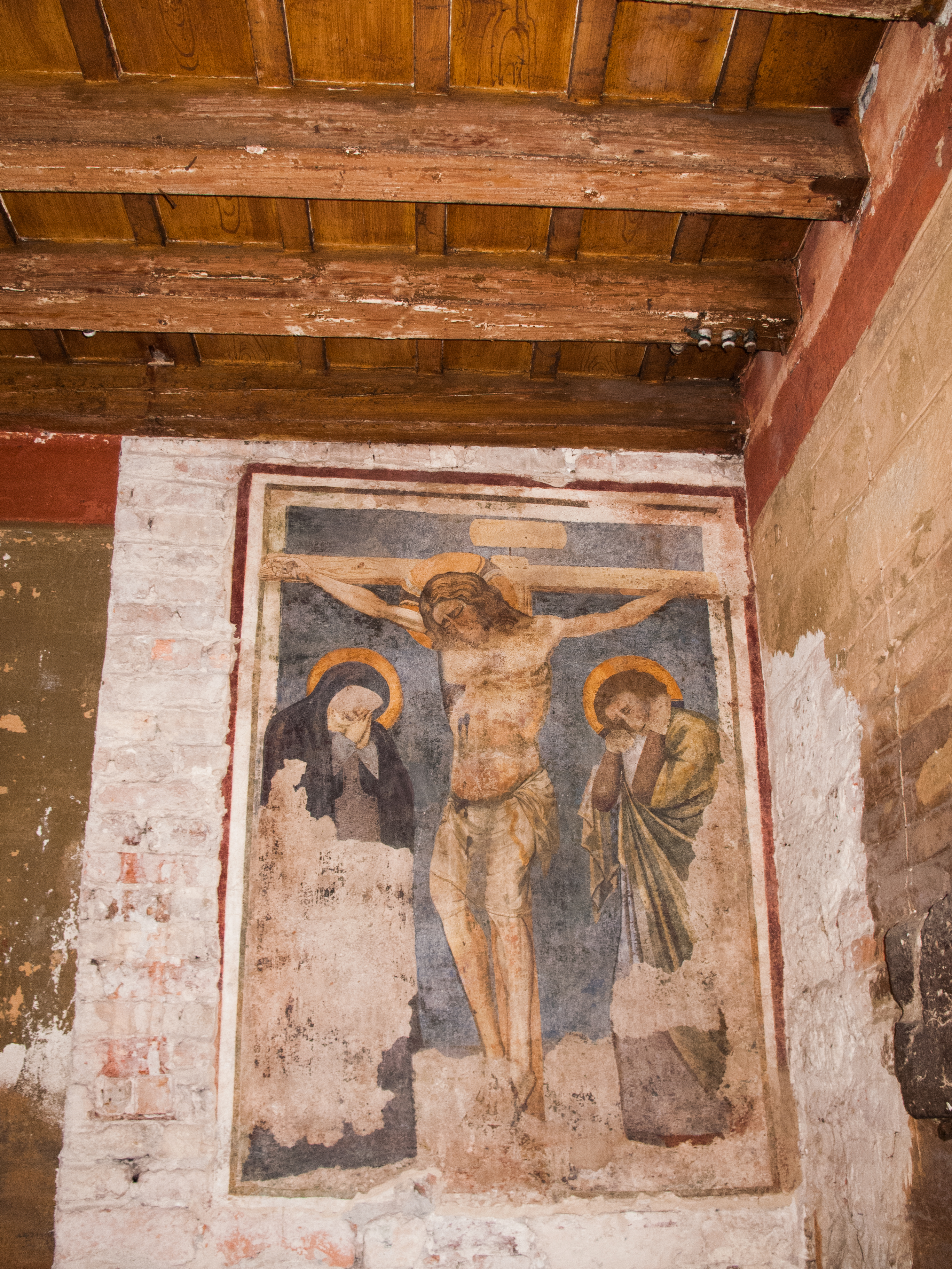
Cristo crocefisso tra la Madonna e san Giovanni
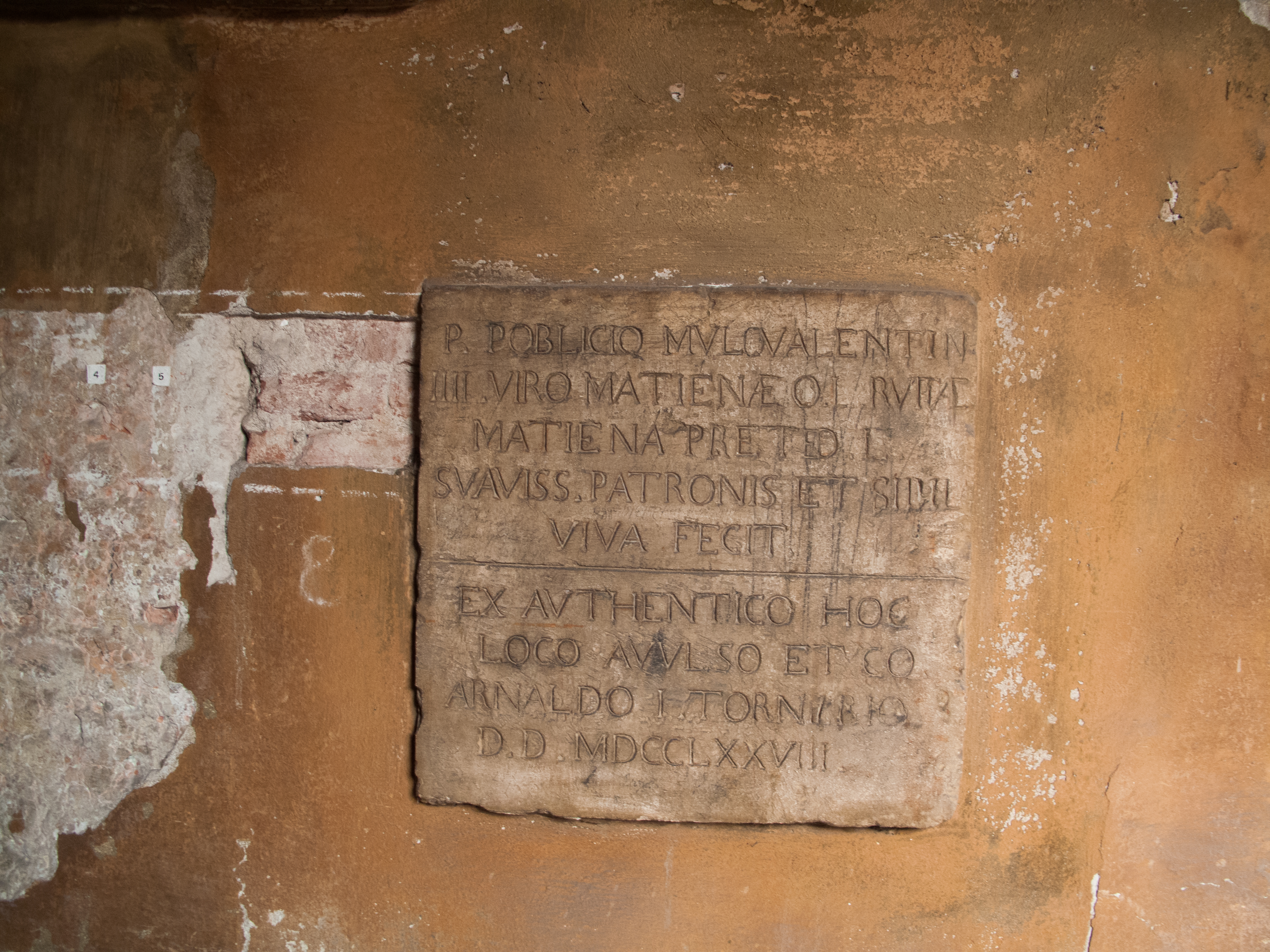
Lapide romana del 1778
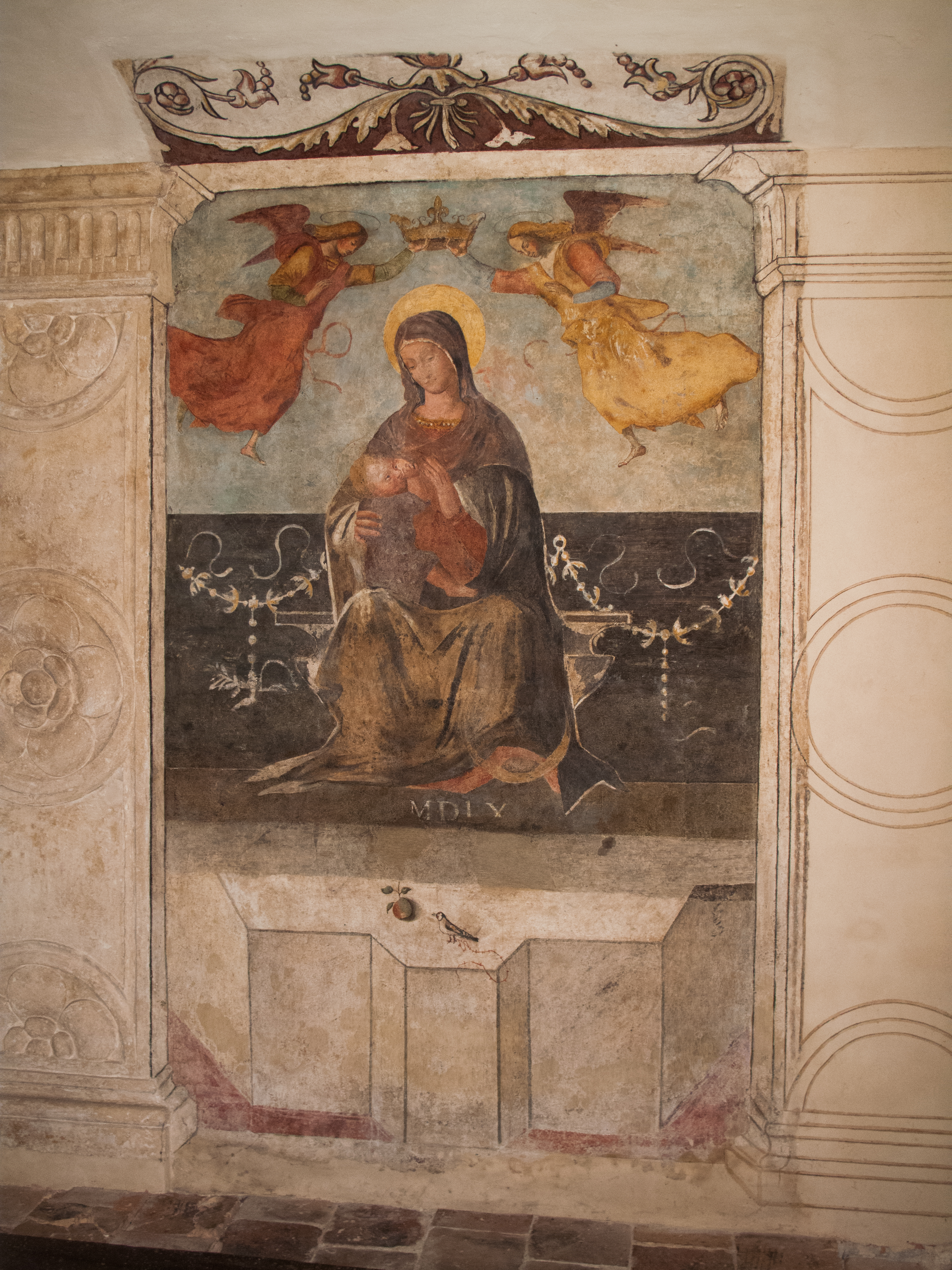
Madonna che allatta e due angeli
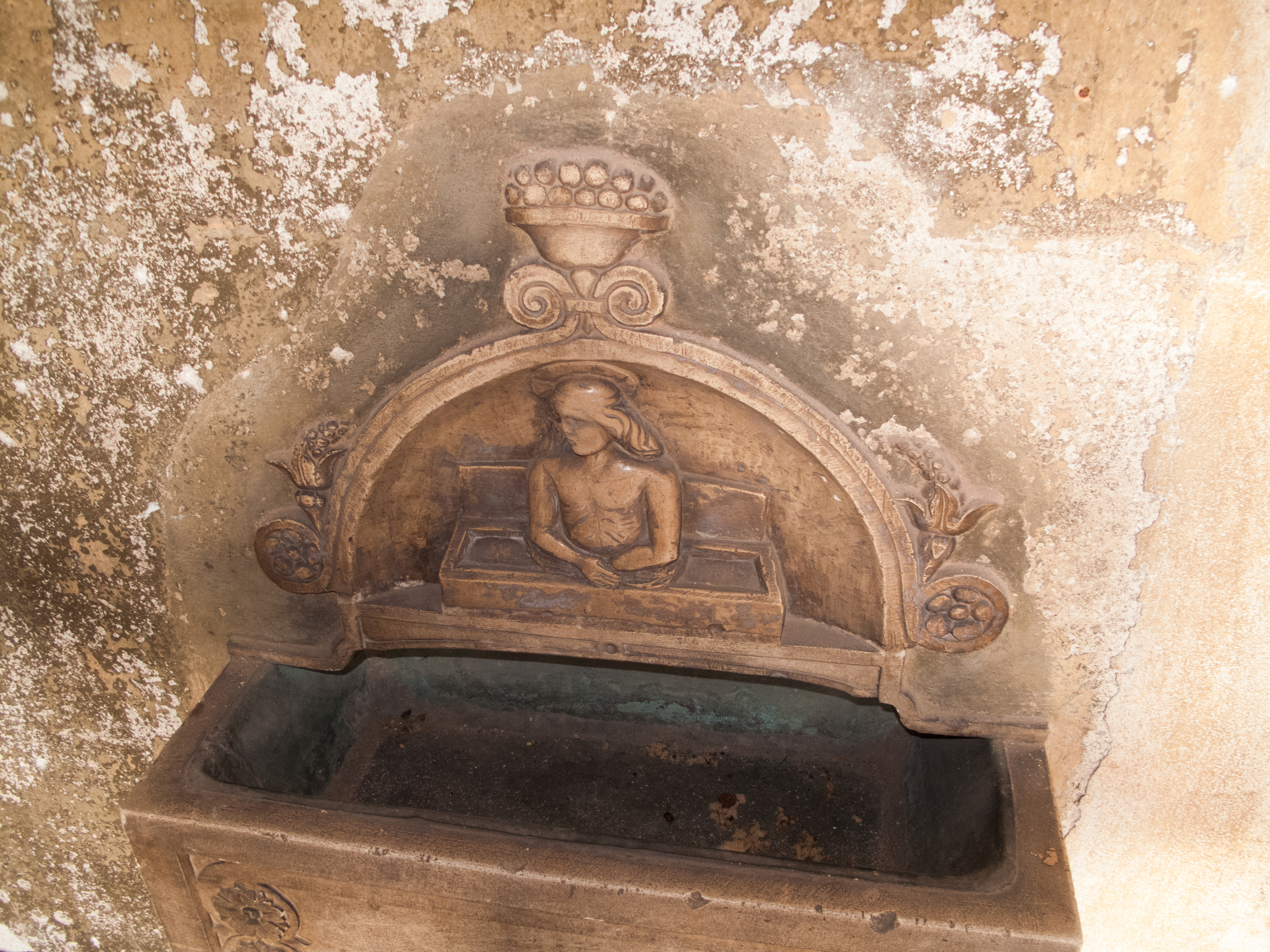
Acquasantiera

### L'oratorio di San Pietro

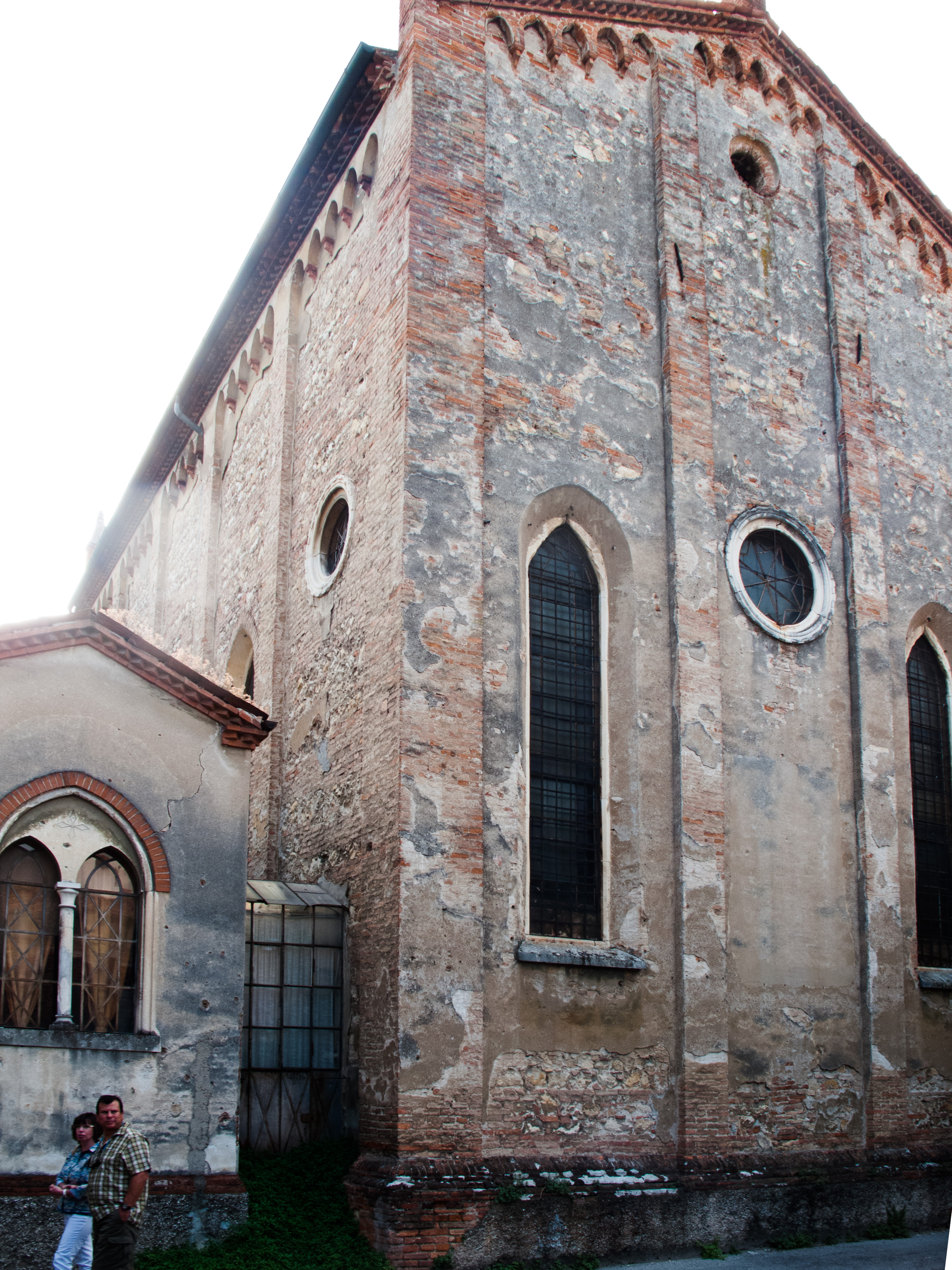
Esterno dell'oratorio delle monache

Dal chiostro si passa al coro di San Pietro o delle monache, annesso all'abside della chiesa, struttura tipica del tardo Quattrocento locale, probabilmente costruito nel momento della ristrutturazione della chiesa stessa. Il deciso verticalismo dell'edificio è accentuato dalle alte e strette paraste che ne percorrono le pareti esterne e ritmano la sequenza degli archetti acuti pensili di coronamento.

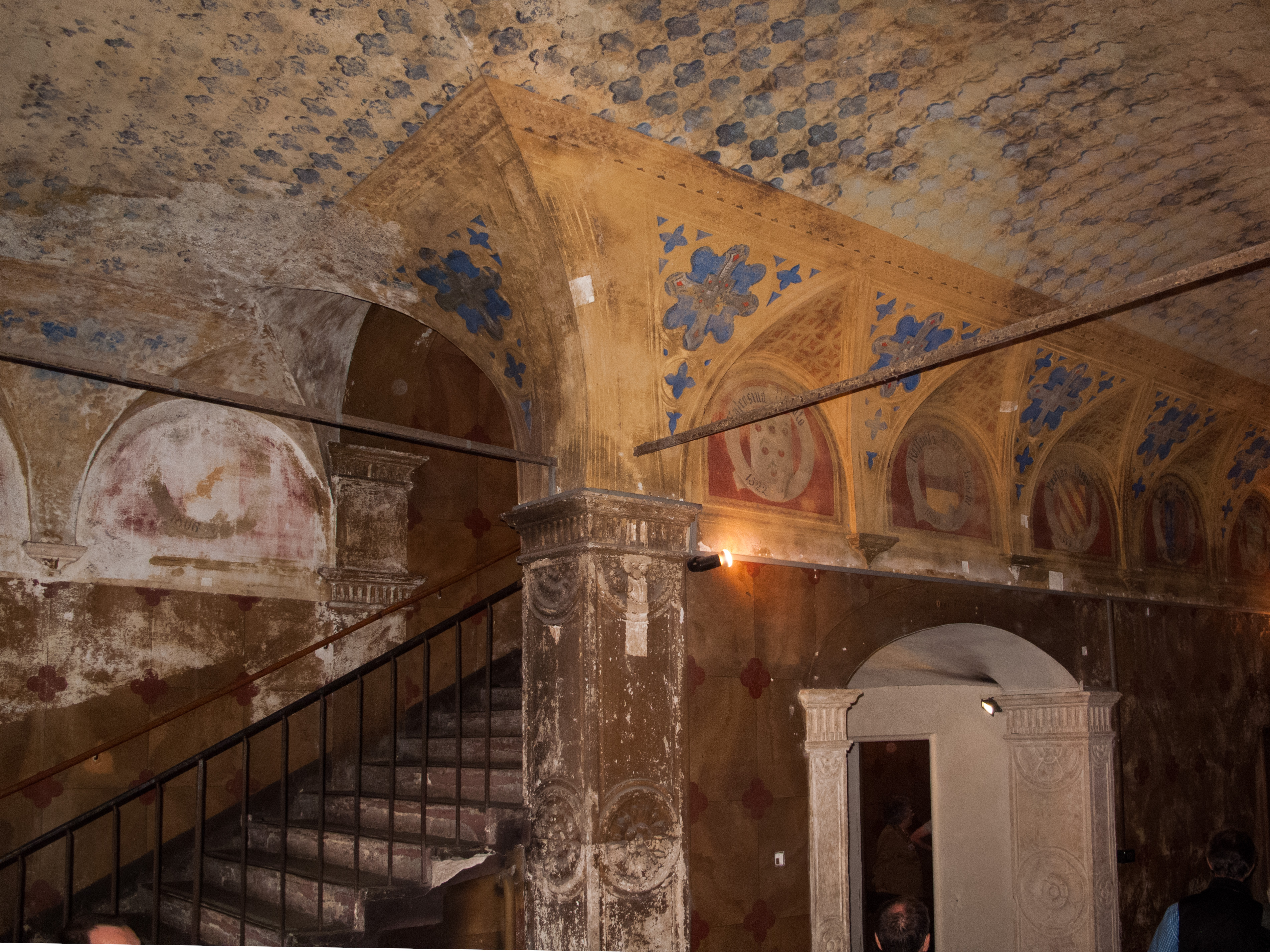
Ingresso
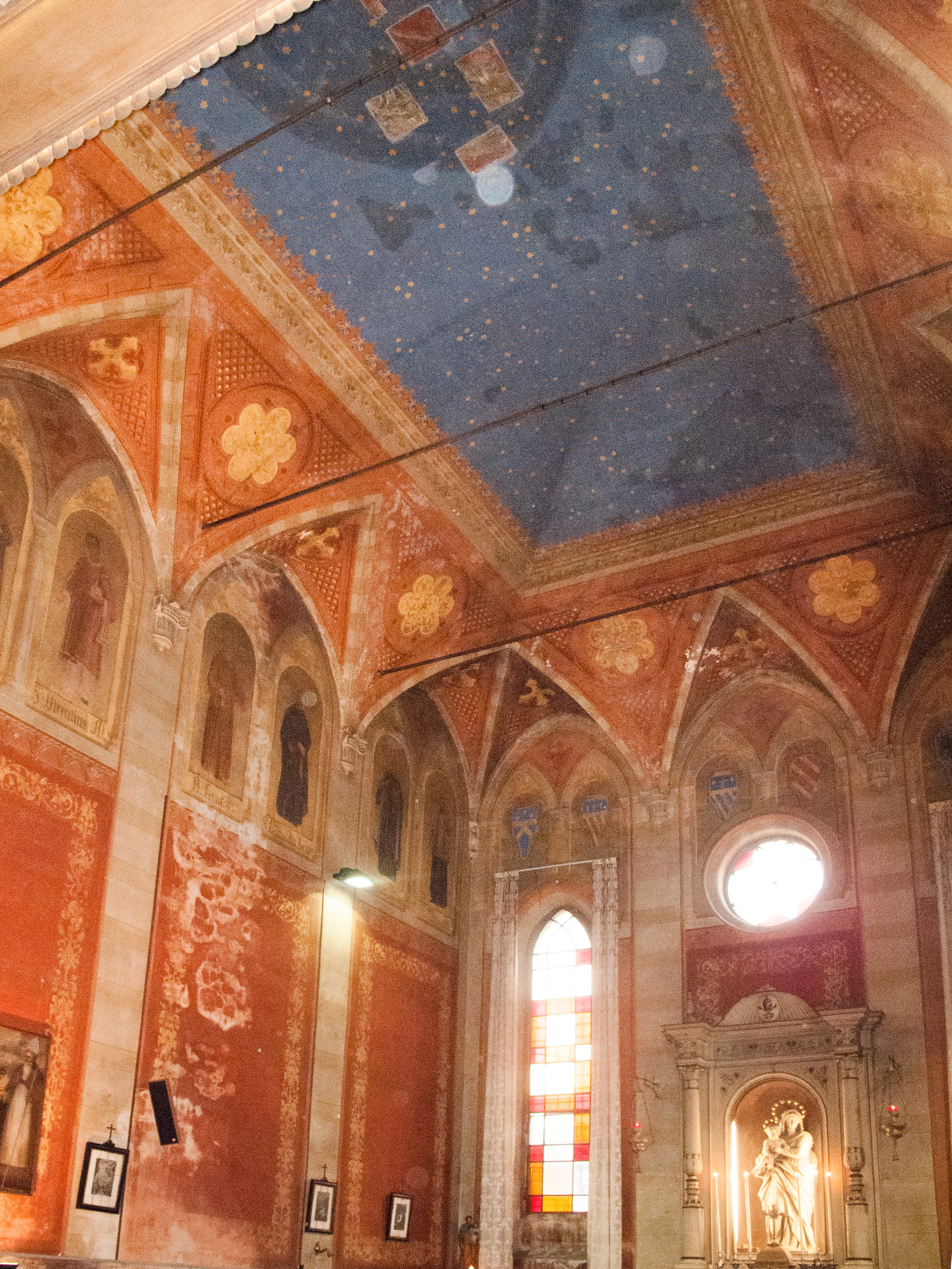
Interno
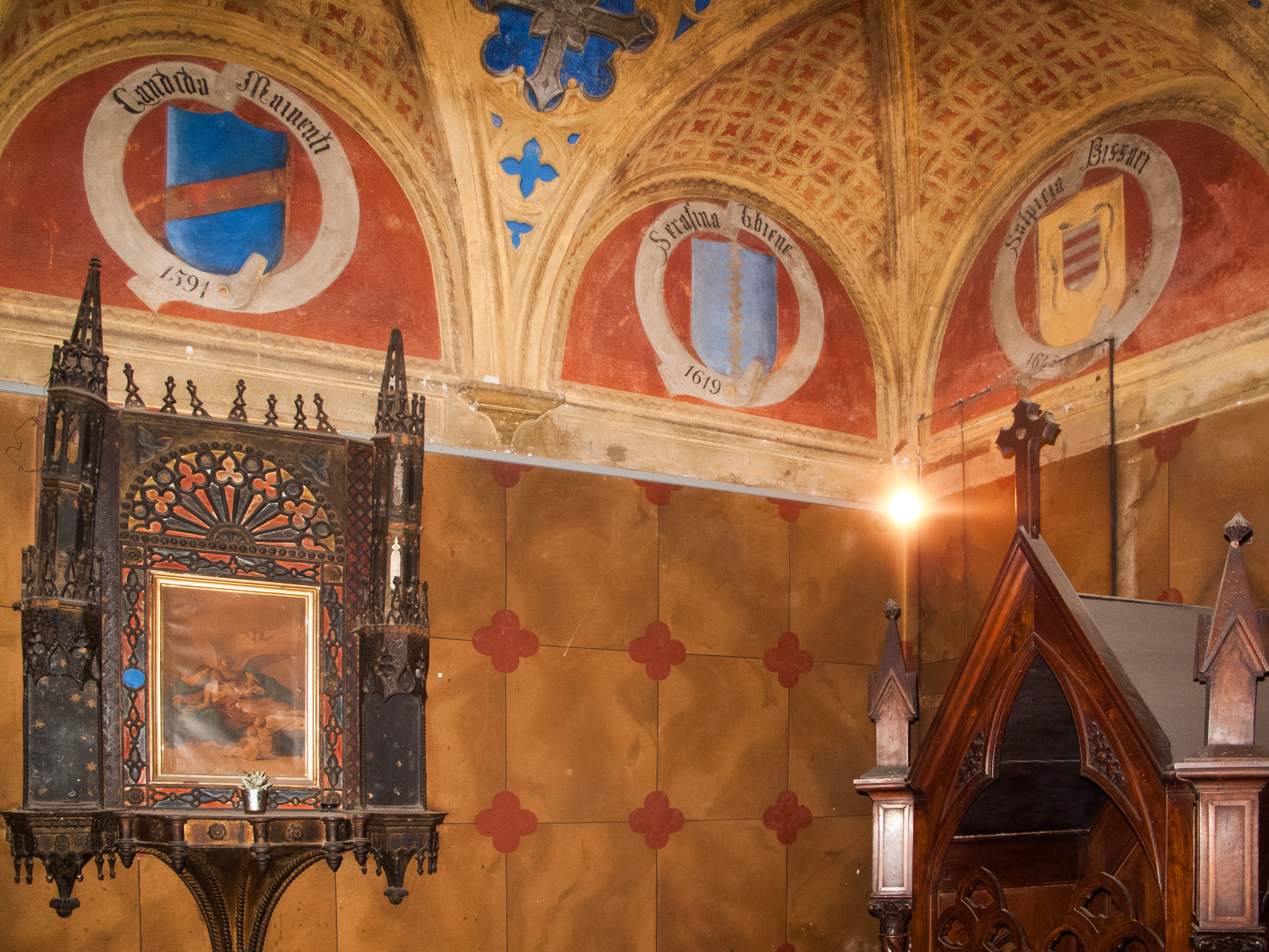
Interno
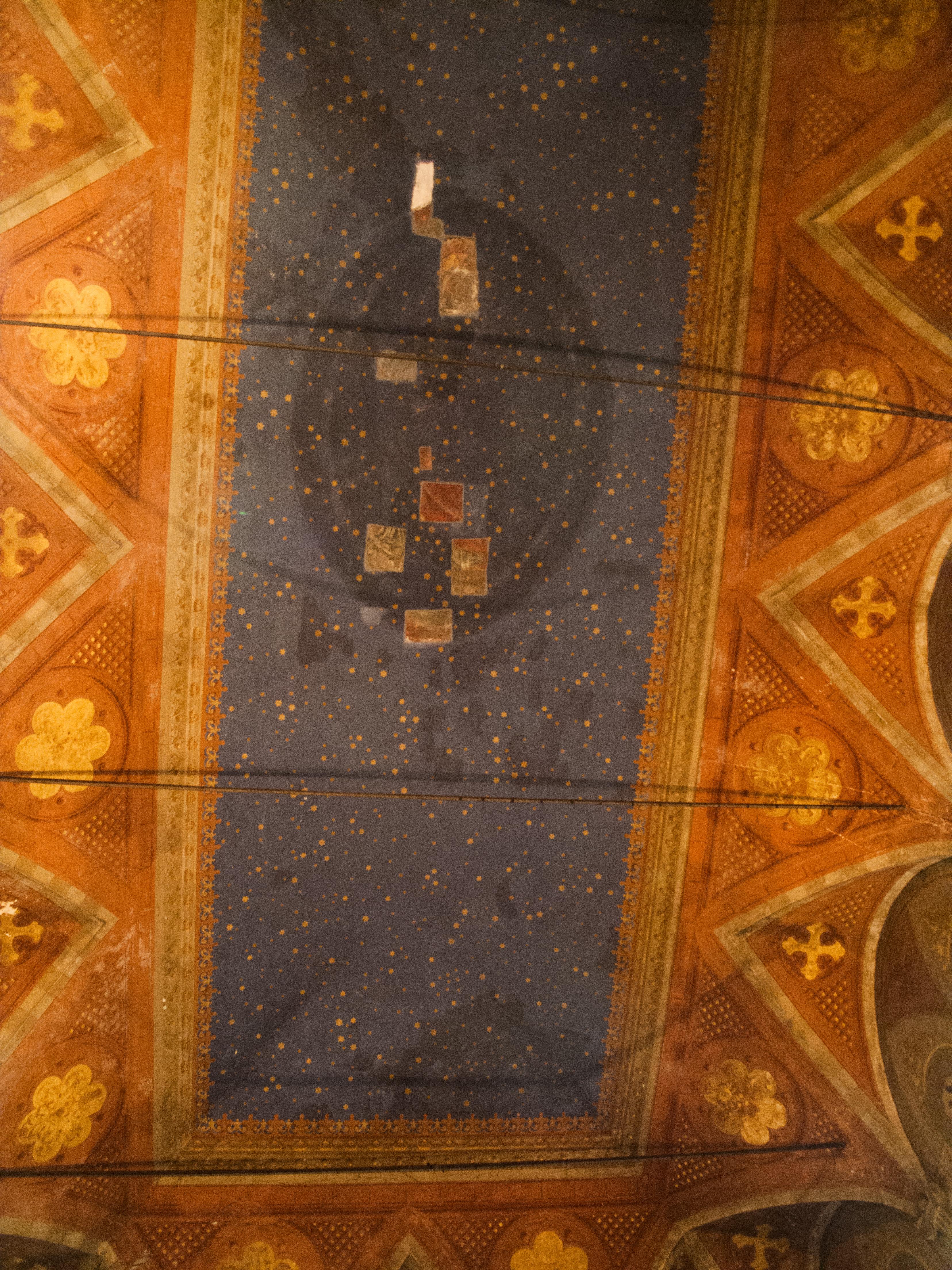
Soffitto

L'interno è a un'unica navata, interrotta a occidente da un coro pensile e coperta da volta a padiglione sorretta da lunette i cui peducci poggiano su capitelli pensili pure rientranti nella prassi consueta del tardo Quattrocento vicentino. Sulle pareti è una caratteristica decorazione a tappeto, finte bifore e figure di santi, di spiccato gusto neogotico, del 1894. A oriente, nella parete di fondo, un altare ligneo ottocentesco con nella nicchia la bella statua della Madonna con il Bambino, di fattura settecentesca.

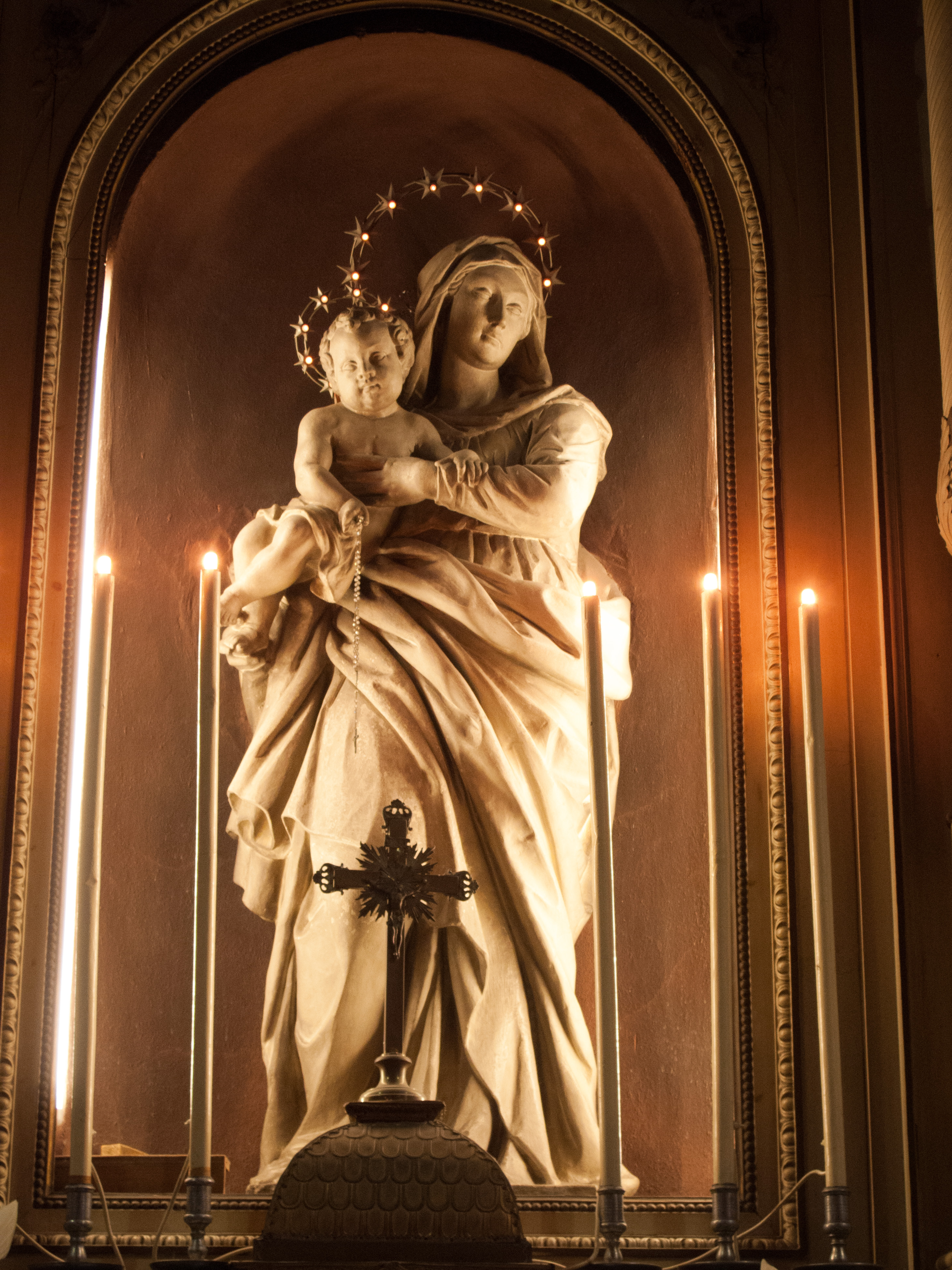
Madonna del Settecento
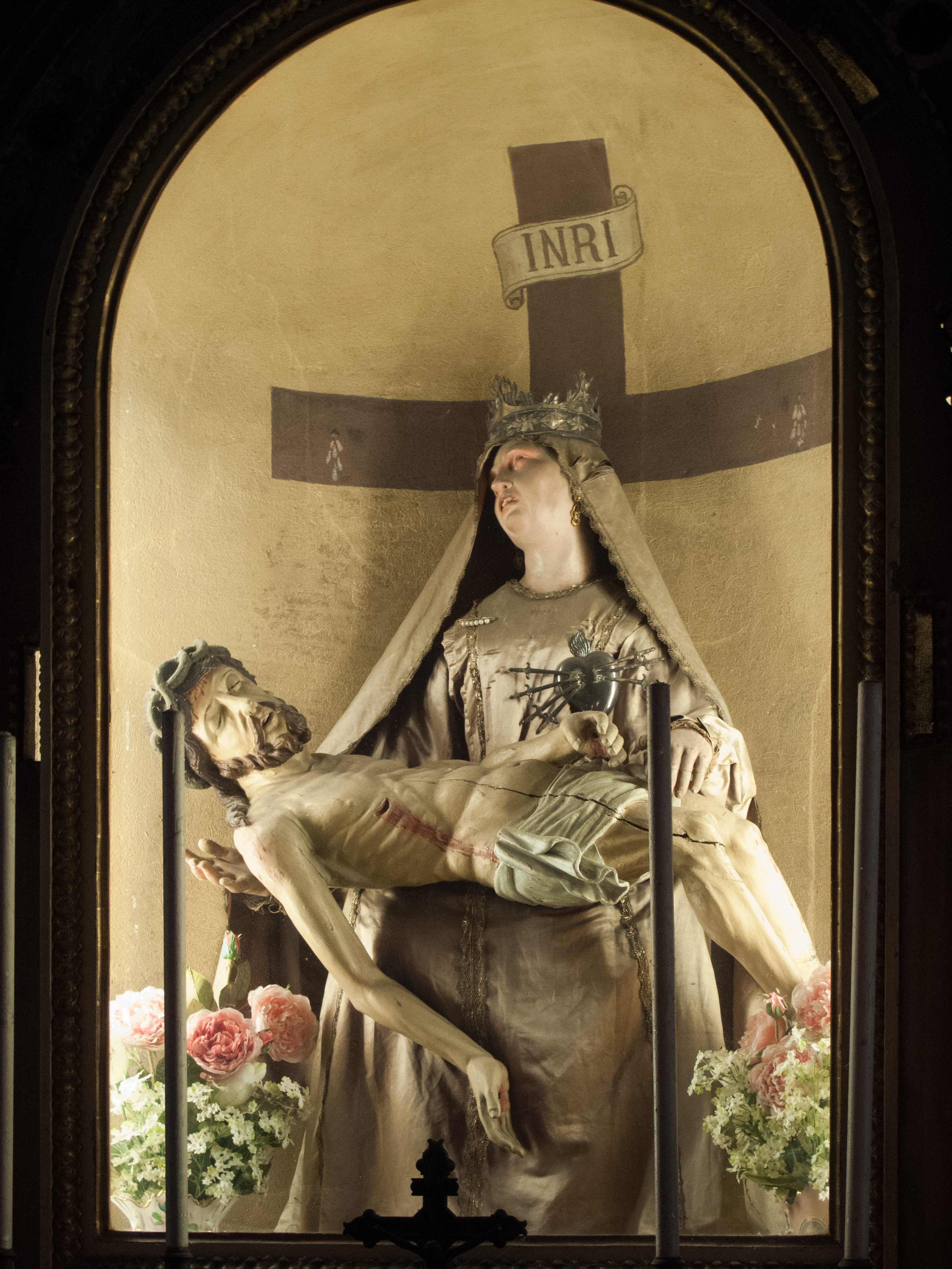
Pietà
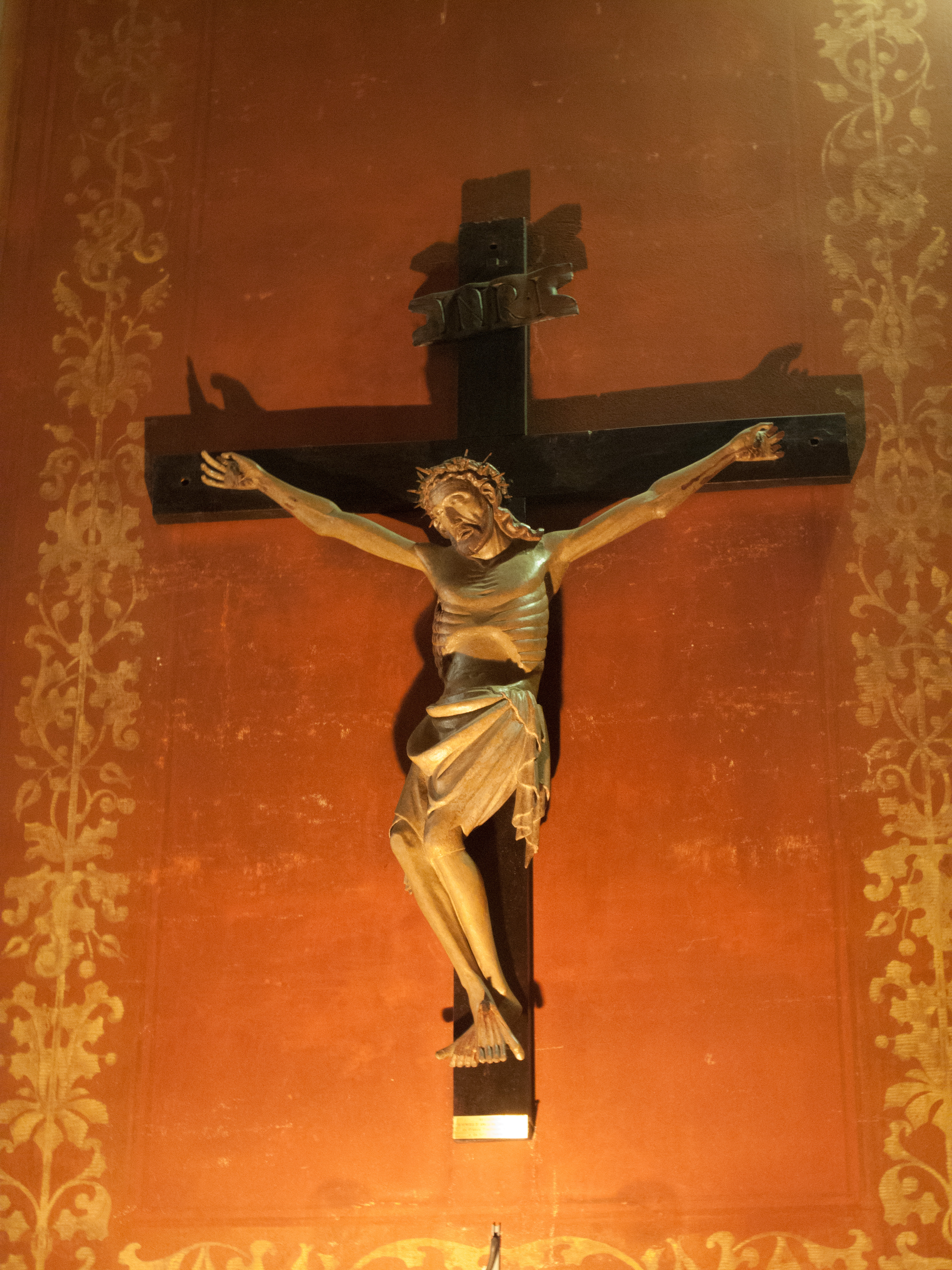
Crocefisso del Quattrocento

Sulla parete a sud, un importante crocefisso ligneo quattrocentesco; di fronte, sulla parete settentrionale, la tela con i santi Vitale (al centro, vestito da guerriero), Pietro e Prosdocimo, datata 1580 e riferibile a Giambattista Maganza il Vecchio, unico elemento superstite dall'antico oratorio di San Vitale, un tempo esistente nel sito a destra dell'attuale atrio dell'Istituto Ottavio Trento e demolito nel secondo decennio dell'Ottocento.